# Geschichte Lörrachs
|  | 1102 | Erste Erwähnung Lörrachs als Lorach in einer Urkunde des Klosters St. Alban                      |
|  | 1403 | Am 26. Januar 1403 erteilte König Ruprecht von der Pfalz Lörrach das Marktrecht                  |
|  | 1452 | Bestätigung des Marktrechtes durch Kaiser Friedrich III.                                         |
|  | 1678 | Französische Truppen zerstören die Burg Rötteln                                                  |
|  | 1682 | Markgraf Friedrich Magnus von Baden-Durlach verleiht Lörrach am 18. November 1682 das Stadtrecht |
|  | 1756 | Erneuerung des Stadtrechtes und Bezug des ersten Rathauses in der Wallbrunnstraße                |
|  | 1848 | Gustav Struve ruft am 21. September 1848 in Lörrach die Deutsche Republik aus                    |
|  | 1908 | Eingemeindung Stettens                                                                           |
|  | 1975 | Eingemeindung von Brombach und Hauingen                                                          |

Wappen der Stadt Lörrach

Die Geschichte Lörrachs beginnt mit der Ersterwähnung der Siedlung im Jahr 1102. Archäologische Funde belegen jedoch die Anwesenheit von Menschen bereits in der Altsteinzeit. Das Marktrecht erlangte Lörrach im Jahr 1403. Erst 1682 erhielt der Ort das Stadtrecht durch Friedrich Magnus von Durlach und hat damit, verglichen mit seinen Teilorten und anderen Ortschaften der Region, eine verhältnismäßig junge Stadtgeschichte. Der Ort entwickelte sich wegen der Nachbarschaft des dominierenden Basel kaum und behielt bis zur zweiten Stadterhebung weitgehend seinen dörflichen Charakter. Auch die Geschichtsschreibung erwähnte Lörrach bis zum Spätmittelalter selten, so dass sich die Entwicklung Lörrachs oftmals von der Basels ableitet. 1756 wurde das Stadtrecht erneuert, nachdem es durch diverse kriegerische Ereignisse in Vergessenheit geraten war.
Im 19. Jahrhundert war Lörrach Schauplatz der Märzrevolution in Deutschland, wo im September 1848 infolge der zweiten Badischen Revolution die Deutsche Republik ausgerufen wurde. Die Stadt verdankt den Aufschwung zur Zeit der Industrialisierung der Lage am Fluss Wiese und der günstigen Verkehrslage an einer der wichtigsten Nord-Süd-Verbindungen über die Alpen. Vor allem durch die textilverarbeitende Industrie erlangte Lörrach weit über die Region hinaus Bekanntheit. Zur wechselvollen Geschichte Lörrachs gehört auch die wechselnde Zugehörigkeit zu verschiedenen Adelsgeschlechtern und Territorien. Teile des heutigen Lörrach gehörten zu Vorderösterreich, später zum Land Baden; seit 1952 gehört es zu Baden-Württemberg.

## Frühere Besiedlung des Lörracher Raums und Römerzeit

### Urgeschichte

Feuersteinbeil aus der Jungsteinzeit

Steinwerkzeuge als älteste Spuren menschlicher Besiedlung im Raum Lörrach wurden in Wyhlen am Hochrhein gefunden und wegen der Lössablagerungen, die sich oberhalb der entdeckten Werkzeuge befanden, in die Altsteinzeit datiert. Funde in den Höhlen des Isteiner Klotzes aus der mittleren Steinzeit (endete etwa 4500 v. Chr.) weisen auf Bergbauaktivitäten und Rentierjäger hin. Die Funde auf Lörracher Gemarkung beginnen mit der Jungsteinzeit, einer Periode, in der sich beim Übergang zur Sesshaftigkeit dorfähnliche Siedlungen gebildet haben. Damit einhergehend entwickelten sich Ackerbau, Viehzucht, Steinschleiferei und Keramikherstellung. Archäologische Funde von Steingeräten im Homburger Wald, in der Moosmatte im heutigen Stetten und im Dalcher Boden in Tüllingen deuten auf Wohnplätze hin. Aus der Eisenzeit (die Hallstattzeit dauerte etwa von 800 bis 400 v. Chr.) sind eine große Zahl von befestigten Höhensiedlungen und Hügelgräbern am Grenzacher Horn, am Schädelberg, Hünerberg und im Homburger Wald erhalten geblieben.
Im 1. Jahrhundert v. Chr. siedelten sich in den Tälern der Nebenflüsse des Rheins die Kelten vom Stamm der Helvetier an. Viele geografische Bezeichnungen von Bergen, Flüssen und Orten entstammen der keltischen Sprache, wie beispielsweise der Rhein, der aus dem keltischen Rhennos = der Strömende entstand. Spuren keltischer Siedler lassen sich auch in Herten, Wyhlen und Inzlingen nachweisen. Bei der Kreuzeiche östlich von Lörrach gibt es eine keltische Viereckschanze aus der La-Tène-Zeit, die mutmaßlich kultischen Zwecken diente.

### Römerzeit

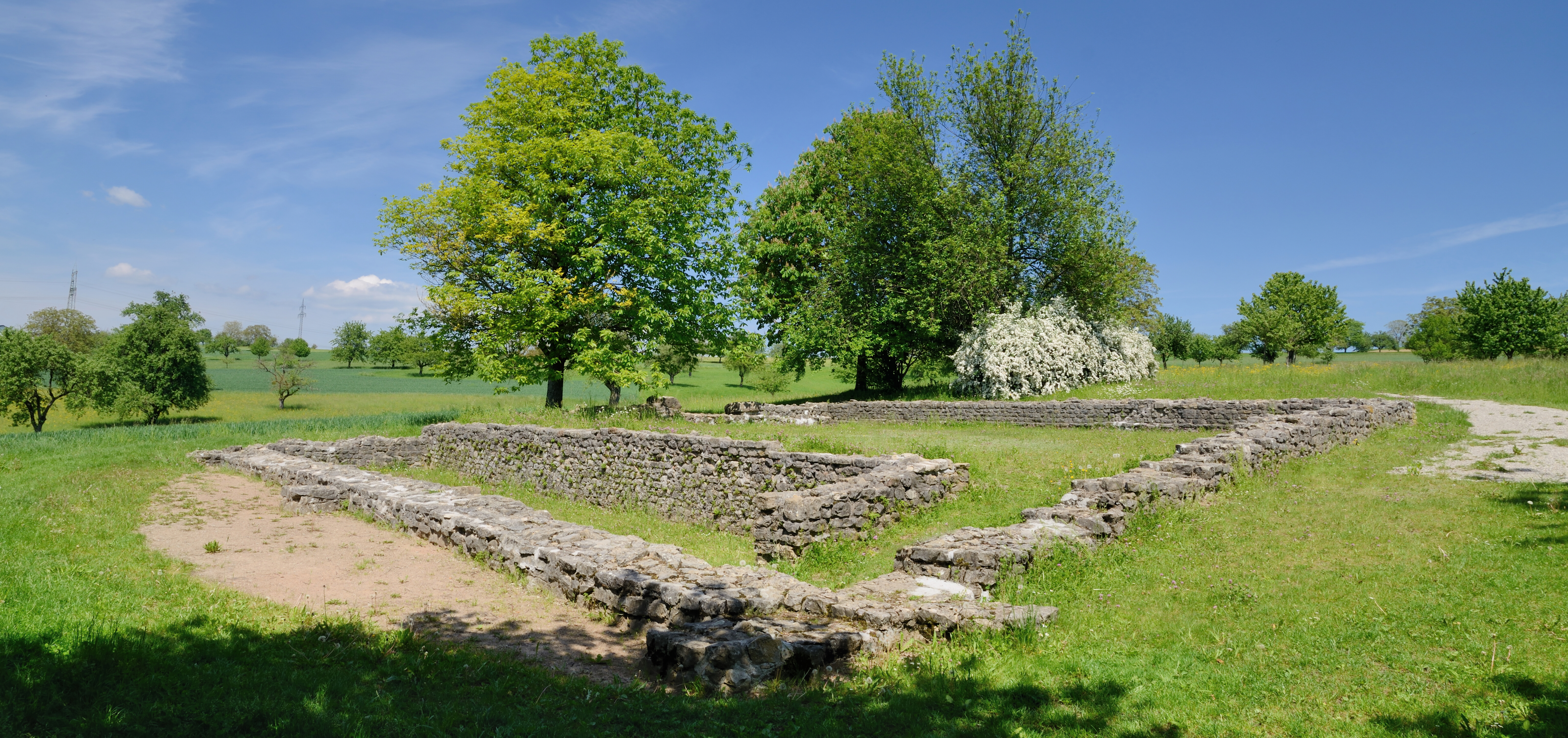
Grundmauern des römischen Gutshofs in Brombach auf Lörracher Gemarkung

Mehrere Jahrhunderte lang gehörte die Region zwischen Rhein und Limes zum Römischen Reich. Unter Kaiser Augustus begann die Expansion mit der Besetzung des linken Rheinufers. Um etwa 50 n. Chr. unter Kaiser Claudius setzte sich die Romanisierung über das rechtsrheinische Hoch- und Oberrheinland bis zum Limes fort. Dies leitete das Ende der keltischen Selbstständigkeit und der Latènekultur ein. Das südwestdeutsche römische Gebiet wurde als Zehntland (lateinisch: Agri decumates) bezeichnet. Auffällig ist, dass im Gegensatz zum Raum Basel, zum südlichen Oberrheingebiet und zum Hochrheintal auf der Gemarkung Lörrach nur geringe Zeugnisse der römischen Zeit zu finden sind. Das vordere Wiesental sowie der Dinkelberg gehörten nicht zum Interessensbereich der römischen Eroberer. Spuren der Römerzeit sind lediglich im heutigen Stetten und in Brombach erhalten. Das römische Reich beschränkte sich zunächst auf den Ausbau und die strategische Sicherung der Frontlinie (Donau–Kaiserstuhl) mit Kastellen im Hinterland. Mittelpunkte römischer Kultur südlich des Rheins waren Vindonissa (Windisch) bei Brugg, Basilea (Basel) und Colonia Augusta Rauracorum (Augst). Im 40 v. Chr. gegründeten Augusta Rauracorum führten zwei Brücken über den Rhein. Kaiser Trajan ließ um 100 n. Chr. eine Straße von Augst über Haltingen und Efringen bis nach Heidelberg und Mogontiacum (Mainz) bauen. Die wichtigeren Straßen der Römer verliefen jedoch linksrheinisch. Rhein und Bodensee bildeten 300 n. Chr. zwischen Römern und Alamannen eine Grenze, an der es immer wieder zu wechselvollen Kämpfen beider Völker kam.

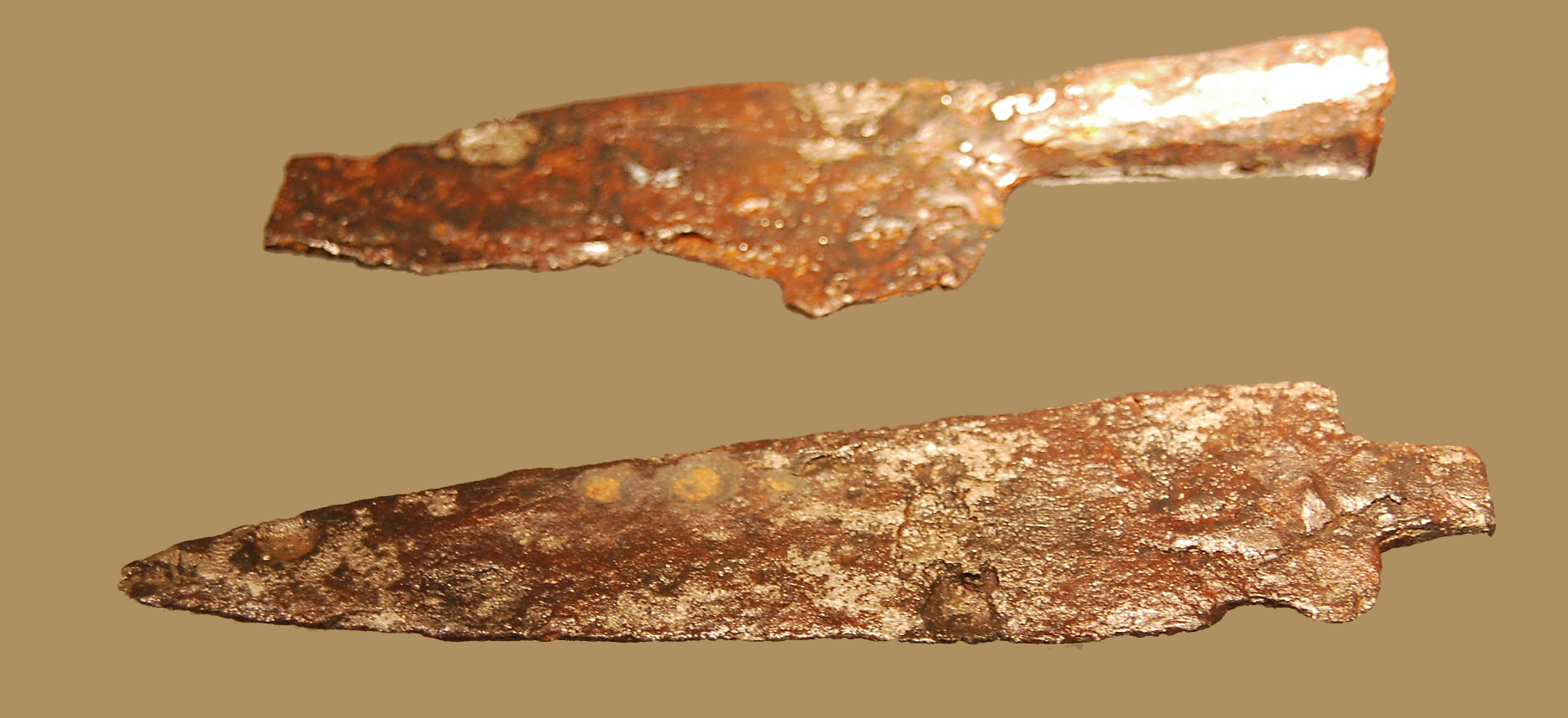
Fundstücke aus der Römerzeit

In Lörrach, wo der Romanisierungsprozess erst später einsetzte, findet man in landschaftlich bevorzugter Lage die Reste eines römischen Landguts, einer sogenannten Villa Rustica. Die ausgegrabenen und restaurierten Grundmauern der Villa Rustica in Brombach sind das einzige entdeckte Zeugnis römischer Bauten. Erst mit dem Durchbruch der römischen Verteidigungslinien im Jahr 260 n. Chr. durch die Alemannen wurden die Römer zurückgedrängt. In den folgenden Jahrhunderten besiedelten die Alemannen den südwestdeutschen Raum. Aus dieser Zeit stammen zahlreiche Siedlungen (z. B. Grenzach, Wyhlen, Basel, Weil, Haltingen, Brombach, Lörrach, Stetten), die noch bestehen. Auf vielen Gebieten wirkte der römische Einfluss jedoch weiter, unter anderem in der Landwirtschaft und im Weinbau. Spätestens mit dem Tod des römischen Statthalters Aëtius im Jahr 454 kann die römische Herrschaft nördlich der Alpen als beendet angesehen werden.

## Von der ersten Erwähnung bis zum Spätmittelalter

### Frühmittelalter
Die meisten Dörfer im südwestdeutschen Raum mit den Endungen -ingen, -heim, -ach, -bach, -weil und -stetten entstanden im 6. und 7. Jahrhundert. Eine zweite Besiedlungswelle erfasste auch das obere Wiesental bis Todtnau. Um 500 n. Chr. gerieten die Alemannen unter die Herrschaft der Franken. Im Jahr 746 wurden sämtliche Führer der Alemannen auf Befehl von Pippin dem Jüngeren und Karlmann im sogenannten Blutgericht zu Cannstatt erschlagen. Auf dem Gebiet des heutigen Lörrach gibt es zahlreiche Anhaltspunkte für die Besiedlung in der Merowingerzeit. Die Ortsteile Tumringen, Tüllingen und Hauingen zeugen durch die Namensgebung von der frühen Gründung. Stetten, früher als Stetiheim bezeichnet, spricht für eine Ausbauzeit im 7. Jahrhundert. Um 600 verkündete der heilige Fridolin das Christentum. Die Ortschaft Zell war damals eine Cella der Fridolinsmönche. Das vom Kloster Säckingen gegründete Stetten fand im Jahr 763 zum ersten Mal urkundliche Erwähnung und dessen Kirche wurde zu Ehren der Fridolinsmönche dem Heiligen Fridolin geweiht. Als Stiftslehen unter habsburgischer Schutzherrschaft wurde Stetten Vorderösterreich zugesprochen und blieb nach der Reformation katholisch. Eine Urkunde vom 7. September 751 dokumentiert die Schenkung eines Ebo und seiner Gemahlin Odalsinda an das Kloster St. Gallen. Im Text ist auch von einer Kirche in Rötteln (ecclesia Raudinleim) die Rede. Verfasser dieser Urkunde war ein Priester Landarius von der Kirche zu Rötteln. Von St. Blasien aus wurden Propsteien gebildet (1100 in Weitenau, 1126 in Bürgeln und Sulzburg) und ein Frauenkloster in Sitzenkirch. Die enormen Erweiterungen der Besitztümer verhalfen dem Kloster St. Blasien zu politischem und geistigem Einfluss und machten es weit über die Region bekannt. Im 12. und 13. Jahrhundert gewann auch das Dorf Lörrach an Bedeutung.

### Erste Erwähnung von Lörrach bis zum Ende der Herren von Rötteln

Gründungsbericht des Klosters St. Alban 1102

Im Jahr 1083 gründete der Bischof von Basel Burkhard von Hasenburg das Cluniazenser-Kloster St. Alban. Burkhard, der 35 Jahre Bischof von Basel war, unterstützte während des Investiturstreits König Heinrich IV. auf seinem Gang nach Canossa im Jahr 1077. Wegen der Treue Burkhards zu Heinrich hatte dieser das Bistum Basel mit Privilegien und Schenkungen zu stärken versucht. Bischof Burkhard seinerseits sicherte sein bischöfliches Territorium in Basel durch den Bau einer Stadtmauer rund um die Stadt.
Aus dieser Zeit datiert die schriftliche Erstnennung Lörrachs im Jahr 1102, an die auch bei Jubiläumsfeierlichkeiten erinnert wurde.
Aus dem Gründungsbericht des Klosters St. Alban geht hervor, dass Bischof Burkhard den Freiherrn Dietrich von Rötteln zum Schirmvogt des rechtsrheinischen Besitzes ernannte. Wörtlich heißt es in der Urkunde:
Lorach cum ecclesia omnibusque suis appenditiis […], also: Lörrach mit seiner Kirche und allen Zugehörungen; gemeint sind damit beispielsweise Äcker, Wiesen und Weinberge.

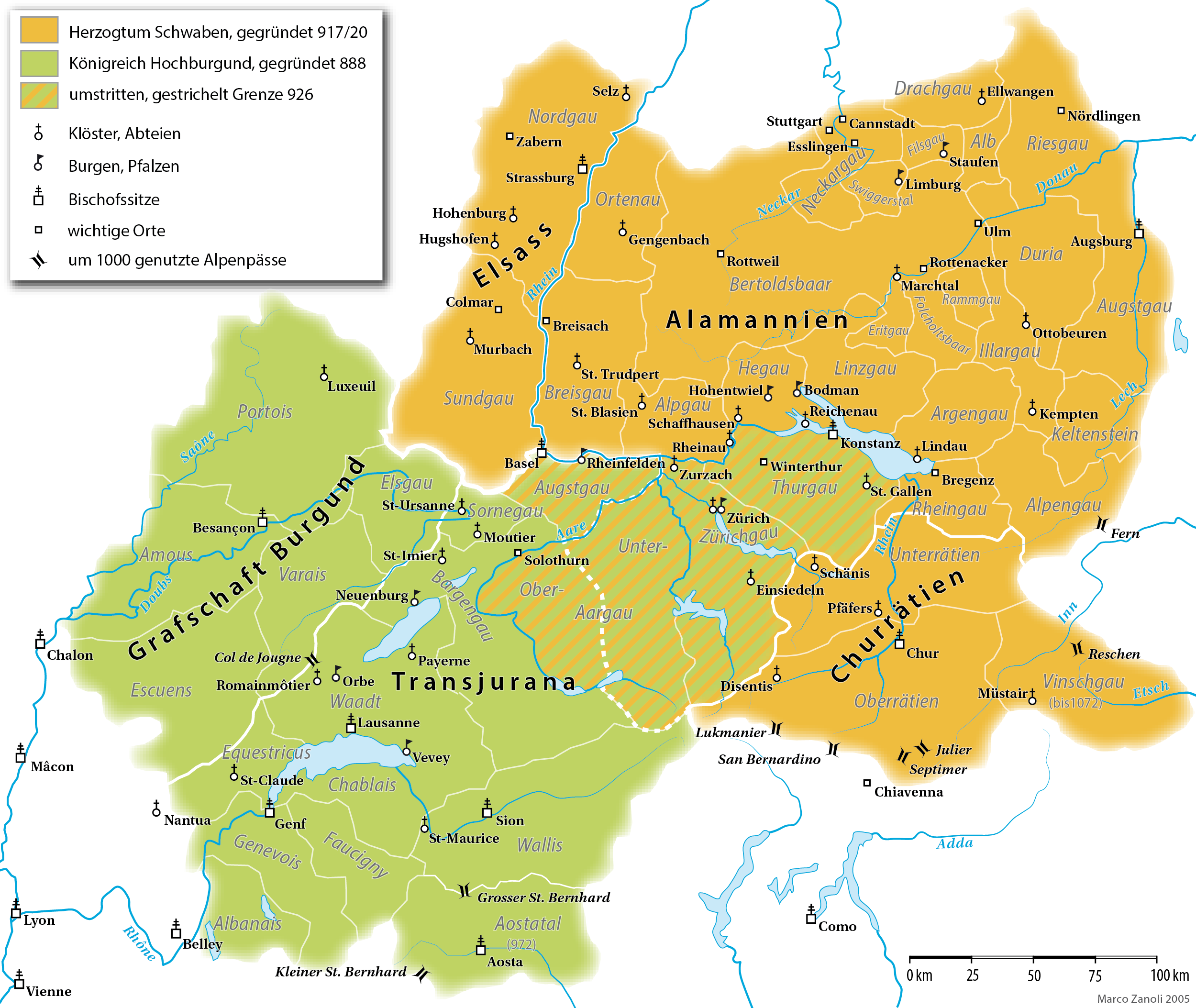
Karte Alamanniens und Hochburgunds um das Jahr 1000

Die Aufzählung umfasst auch die Kirchen in Hauingen, Biesheim und die Martinskirche in Basel. Fraglich bleibt, warum die Erwähnung von Lörrach so spät erfolgte, zumal die umliegenden Nachbarorte in den karolingischen Urkunden der Klöster Lorsch und St. Gallen deutlich früher erwähnt wurden. Die plausibelste Theorie dafür ist, dass die Besitztümer in Kleinbasel und Lörrach von Heinrich IV. erst im Verlauf des 11. Jahrhunderts an den Basler Bischof gelangten. Dies würde erklären, wieso der nach archäologischen Erkenntnissen altbesiedelte und wahrscheinlich auch mit einem vormittelalterlichen Ortsnamen behaftete Ort nicht in den Urkunden vorkommt. Urkunden sind nur dort erhalten, wo etwas geschenkt wurde.
Die Geschichte der freien Herren von Rötteln ist stark mit derjenigen Lörrachs verbunden. Die genaue Herkunft des Adelsgeschlechts ist nicht bekannt. Erstmals erwähnt wurden sie 1102/1103; in diesem Jahr erhielt ein Dietrich von Rötteln die Vogtei über die Güter des jungen Klosters St. Alban in Basel übertragen. Durch Erbschaft fielen den Herren von Rötteln weite Teile der Besitztümer der Herren von Waldeck zu. Man geht davon aus, dass die Herren von Rötteln damals bereits die Burg und die Kirche von Rötteln besaßen. Die Besitztümer der Herren von Rötteln müssen eine solide Basis gehabt haben, die ihnen auch starken Einfluss im Bereich des Bistums Basel und teilweise auch im Bistum Konstanz ermöglichte. Die Herren von Rötteln bekleideten vornehmlich kirchliche Ämter, teilweise als Domherren oder als Bischöfe. Was Dietrich von Rötteln, der wohl bis 1123 gelebt hat, alles besaß, lässt sich aufgrund mangelnder Schenkungsurkunden in den ersten Generationen kaum rekonstruieren.
Im 12. Jahrhundert beteiligten sich die Herren von Rötteln – Dietrich II. (1147) und Dietrich III. (1189) – am Zweiten bzw. Dritten Kreuzzug unter Kaiser Barbarossa und starben. Vorübergehend hauste ein Zweig auf der kleinen Burg Rotenburg bei Wieslet im kleinen Wiesental. Diese beiden Linien waren jedoch verfeindet und standen sich auch bei Kämpfen gegenüber. Bei diesen Auseinandersetzungen bildeten sich zwei Fraktionen. Die Grafen von Habsburg wie auch die von Pfirt und Eptingen schlugen sich auf die Seite des staufischen Kaisers Friedrich II. Die Herren von Rötteln sowie die Markgrafen von Hachberg ergriffen Partei für die papsttreuen Psitticher. 1238 wurde Lüthold I. von Rötteln Bischof von Basel. Auch Lüthold konnte sich der großen politischen Auseinandersetzungen nicht entziehen und unterstützte die Partei der Gegner Friedrichs II., der zwischenzeitlich in schwere Kämpfe mit dem Papsttum verwickelt war. Damit stand das Handeln Liutolds im Gegensatz zur Basler Bürgerschaft und die nahezu bürgerkriegsähnlichen Auseinandersetzungen zwischen Stadt und Bischof führten dazu, dass er 1248 zurücktreten musste.
1259 wurde die Burg Rötteln erstmals in einer Urkunde erwähnt. Das geschah unter Konrad von Rötteln, der auch Schopfheim zur Stadt erhob. Wahrscheinlich bestand die Burg aber schon im 11. Jahrhundert. Das Geschlecht der Röttler starb in dieser Zeit aus. Lüthold II. von Rötteln († 19. Mai 1316), der Basler Bischof hätte werden sollen, war letzter männlicher Vertreter und schenkte 1315 die Rechte an der Röttler Herrschaft dem Markgrafen Heinrich von Hachberg-Sausenberg, dem Sohn seiner Nichte Agnes. Nach dem frühen Tod Heinrichs (1318) übernahmen die Brüder Rudolf II. und Otto gemeinsam die Regierung der vereinigten Herrschaften Rötteln und Sausenberg und der Sitz wurde von der kleinen Sausenburg auf die Burg Rötteln verlegt. Ab diesem Zeitpunkt bezeichneten sie sich als Markgrafen von Hachberg, Herren zu Rötteln und Sausenberg oder kurz Markgrafen von Rötteln.

### Spätmittelalter

Lörrach im Spätmittelalter

Aus Rekonstruktionen lässt sich schließen, dass die Ortsbildung von Lörrach von seiner Straßenlage bestimmt war. Entlang des Talbodens verläuft die alte Wiesentalstraße, die früher von Basel über Riehen nach Schopfheim führte – in der heutigen Innenstadt deckt sie sich mit der Basler Straße und setzt sich nach leichter Krümmung hinter dem Lörracher Marktplatz in der Turmstraße fort. Am Marktplatz trifft sie rechtwinklig auf die Wallbrunnstraße, die in Richtung Dinkelberg führt. Die heutigen Straßen orientieren sich im Wesentlichen an den alten Verkehrswegen. Damals gab es südlich der heutigen Herrenstraße eine Burganlage, nach der sich die Herren von Lörrach nannten. Die Lörracher Burg war eine Wasserburg wie diejenigen in Inzlingen, Grenzach und anderen Orten. Sie lag am Ostrand der Wiese und bestand seit Anfang des 14. Jahrhunderts. Es war ein einfacher Wohnbau mit doppeltem Mauerring und dazwischen liegendem Wassergraben. Ein südlich der Burg befindlicher Weiher wurde nach 1595 trockengelegt. Das Dorf Lörrach wurde nördlich durch die heutige Teichstraße begrenzt. Der älteste Dorfkern befand sich vermutlich am Fuße des Hünerbergs im Ufhabi, entlang der Wallbrunnstraße östlich vom Markt. Dort war auch der Viehmarktplatz (heute Engelplatz). Das Gebiet dazwischen war anscheinend nicht geschlossen bebaut. Man kann davon ausgehen, dass diese Situation das ganze Mittelalter hindurch währte, da in dieser Epoche nur wenige bauliche Erweiterungen vorgenommen wurden.
Das 14. Jahrhundert war geprägt von sich wandelnden Herrschaftsverhältnissen und Streitigkeiten um das Erbe. Es ist bekannt, dass Burgen in viele Anteile zerschlagen und von Ganerben gemeinsam genutzt wurden. Der Burgfrieden – eine vertragliche Vereinbarung der einzelnen Burgbesitzer – gehört zu den kompliziertesten Urkundsformen jener Zeit. Einen solchen Burgfrieden schlossen auch die Markgrafen Rudolf und Otto von Hachberg mit Luitold und seinem Sohn Heinrich von Krenkingen. Der Streit um Brombach dauerte viele Jahre, bis das Basler Erdbeben im Jahr 1356 auch die Burgen von Brombach und Oetlikon (Friedlingen) zerstörte. Auch die Burg Rötteln dürfte in Mitleidenschaft gezogen worden sein. Die Brombacher Burg wurde allerdings wieder aufgebaut und gehörte unangefochten zur hachbergischen Herrschaft.
Im Herbst 1332 belagerte ein Basler Heer die Burg Rötteln, ohne sie jedoch einnehmen zu können. Ursache dafür war, dass der Markgraf (vermutlich Rudolf II.) im Streit einen Basler Bürgermeister erstochen hatte. Aus der Chronik geht der Grund für diese Streitigkeit nicht hervor. Trotzdem genoss der Hachberger nach wie vor die Sympathien des Basler Landadels, so dass es zu keinen dauerhaften Spannungen kam.
In der zweiten Hälfte des 14. Jahrhunderts verschwand das Geschlecht der Herren von Lörrach aus dem Ort. Ein Teil blieb in Basel als Beamte, ein anderer Teil übernahm die Herrschaft Biberstein im Berner Gebiet. Nach den Herren von Lörrach gehörte die Burg und das dazugehörende Land verschiedenen Besitzern. Am 28. März 1638 ging die Burg in Flammen auf, deren Reste wurden erst 1720 beseitigt. Auf dem ehemaligen Burggelände entstanden mehrere Bauten: ein großer Herrschaftsspeicher und Keller, die Hofküferei (heute Dreiländermuseum) sowie das Burgvogteigebäude (heute Hauptzollamt).
Am 26. Januar 1403 erteilte König Ruprecht von der Pfalz dem Markgrafen Rudolf III. von Hachberg-Sausenberg das Recht, am Mittwoch vor St. Michael (29. September) im Dorf Lörrach einen Jahrmarkt und an jedem Mittwoch einen Wochenmarkt zu veranstalten. Da Lörrach im Schnittpunkt wichtiger Handelsstraßen lag, war dieses Marktrecht, das 1452 von Kaiser Friedrich III. bestätigt wurde, von großer Bedeutung.
In dieser Zeit entwickelte sich auch das benachbarte Basel, zu dem die Markgrafen von Hachberg-Sausenberg enge Beziehungen hatten. Sie besaßen am Rheinsprung ein Haus. Im Jahr 1400 wurde Basel freie Reichsstadt, in der die Zünfte das Regiment führten. 1431 bis 1449 fand dort das Konzil statt, das die Stadt vor Versorgungsprobleme stellte. Teilnehmer aus dem ganzen Reich und aus Italien mussten verpflegt werden, was zu einer Verknappung und Verteuerung von Lebensmitteln führte. Eine Erntekatastrophe 1437 belastete die Wirtschaft zusätzlich. Zu Ostern des Jahres 1439 brach die Pest aus, die im überbevölkerten Basel und unter den Konzilsteilnehmern wütete. Im August 1444 näherten sich die Truppen des französischen Dauphins Ludwig, die sogenannten Armagnaken, Basel, mit denen die Stadt den Kampf aufnahm. Sie plünderten auch im Wiesental, zogen sich nach der Schlacht bei St. Jakob an der Birs von der Stadt zurück und fielen ins Elsass ein. Bei all diesen Ereignissen war von Lörrach oder den markgräflichen Orten nicht die Rede. Die wenigen Urkunden, die aus diesen Jahren vorhanden sind, verraten nichts von den Katastrophenzeiten. Aus den Schenkungs- und Pachtverträgen geht nicht hervor, ob sie aus Not geschlossen wurden oder Routineangelegenheiten waren. 1473 begannen die Schweizer den Abwehrkampf gegen Herzog Karl den Kühnen von Burgund. Daran beteiligten sich in der Schlacht von Murten 1476 auch Markgräfler. Die Markgräfler Bauern versammelten sich jeweils um den 1. Mai in Wehr und Waffen als „Landschaft“ auf dem Sausenhard, dem alten Landsgemeindefeld bei Mappach. Im sogenannten Schwabenkrieg 1499 zwischen dem römisch-deutschen König, dem späteren Kaiser Maximilian I., und der Eidgenossenschaft wurden in der Schlacht bei Dornach auch die Bauern der Markgrafschaft eingesetzt. Die Eidgenossen siegten, was am 22. November dieses Jahres zum Frieden zu Basel führte. Am 13. Juli 1501 schloss sich Basel endgültig der Eidgenossenschaft an. 1521 sagte sich die Stadt politisch ganz vom Bischof los; es herrschte ein reines Zunftregiment.

## Frühe Neuzeit

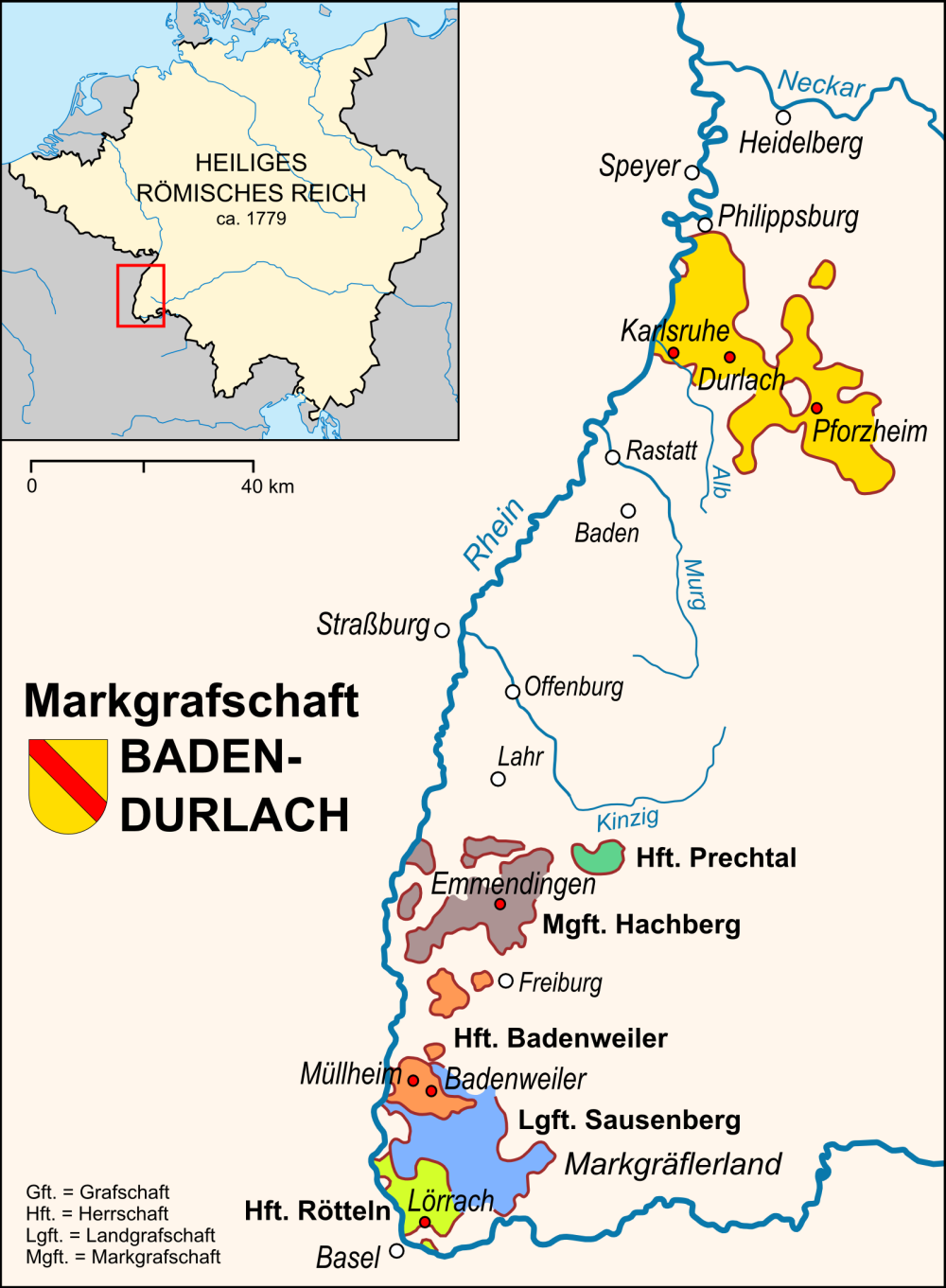
Lörrach in der Markgrafschaft Baden-Durlach

### Reformation im Markgräflerland
Die ältesten erhaltenen Kirchen im Wiesental sind neben der Schopfheimer Kirche die Kirche von Rötteln, die am 7. September 751 erstmals urkundlich erwähnt wurde. Sie wurde 1401 durch Markgraf Rudolf III. von Hachberg-Sausenberg neu errichtet, nachdem sie durch das Basler Erdbeben zerstört worden war. Der Turm der Lörracher Kirche stammt laut Inschrift aus dem Jahr 1517. 1736 wurde die Kirche erweitert und in den Jahren 1815 bis 1817 eine neue Kirche im Weinbrennerstil an den alten Turm angebaut. Die Reformation in Basel wurde im Jahr 1529 durch Johannes Oekolampad herbeigeführt. Im 16. Jahrhundert war die Hochblüte der Universität, des Humanismus, der Kunst, der Wissenschaft und des Buchdrucks. Der Humanist Erasmus von Rotterdam lehrte seit 1521 an der Basler Universität und lebte mehrere Jahre in Basel, wo er 1535 starb und im Basler Münster beigesetzt wurde. Auch der Basler Buchdrucker Johann Froben trug zur Reformation bei, indem er die Schriften Luthers druckte und verkaufte.
Seit 1102 lag das Recht auf Besetzung der Lörracher Pfarrstelle beim Kloster St. Alban in Basel. Es ging am 1. April 1529 auf den Basler Magistrat über, zurückgehend auf die von Oekolampad verfasste Reformationsordnung. Die erste evangelische Predigt wurde in Lörrach am 21. Januar 1556 von Ulrich Koch gehalten, der von dem Antistes am Basler Münster, Simon Sulzer, einem Schüler von Oekolampad, berufen wurde. Predigt und Gesang fanden in der volkstümlichen deutschen Sprache statt, nicht mehr in Latein. Mit dieser Predigt schloss sich die Herrschaft von Rötteln am 1. Juni 1556 der Reformation an. Seit 1682 waren die evangelischen Pfarrer von Lörrach zugleich Spezialsuperintendenten der Diözese Rötteln. Auf Rötteln befand sich die Kapitel- und Lateinschule; das spätere Pädagogium war in Lörrach. Katholisch blieb das obere Wiesental (Zell im Wiesental, Schönau im Schwarzwald, Todtnau), welches ebenso wie Stetten seit dem 14. Jahrhundert zum vorderösterreichischen Besitz gehörte. Im Bauernkrieg 1525 wurden alle Klöster geplündert und einige Schlösser erobert. In der Regentschaftszeit des Markgrafen Ernst besetzten die Bauern die Burg Rötteln.

### Dreißigjähriger Krieg

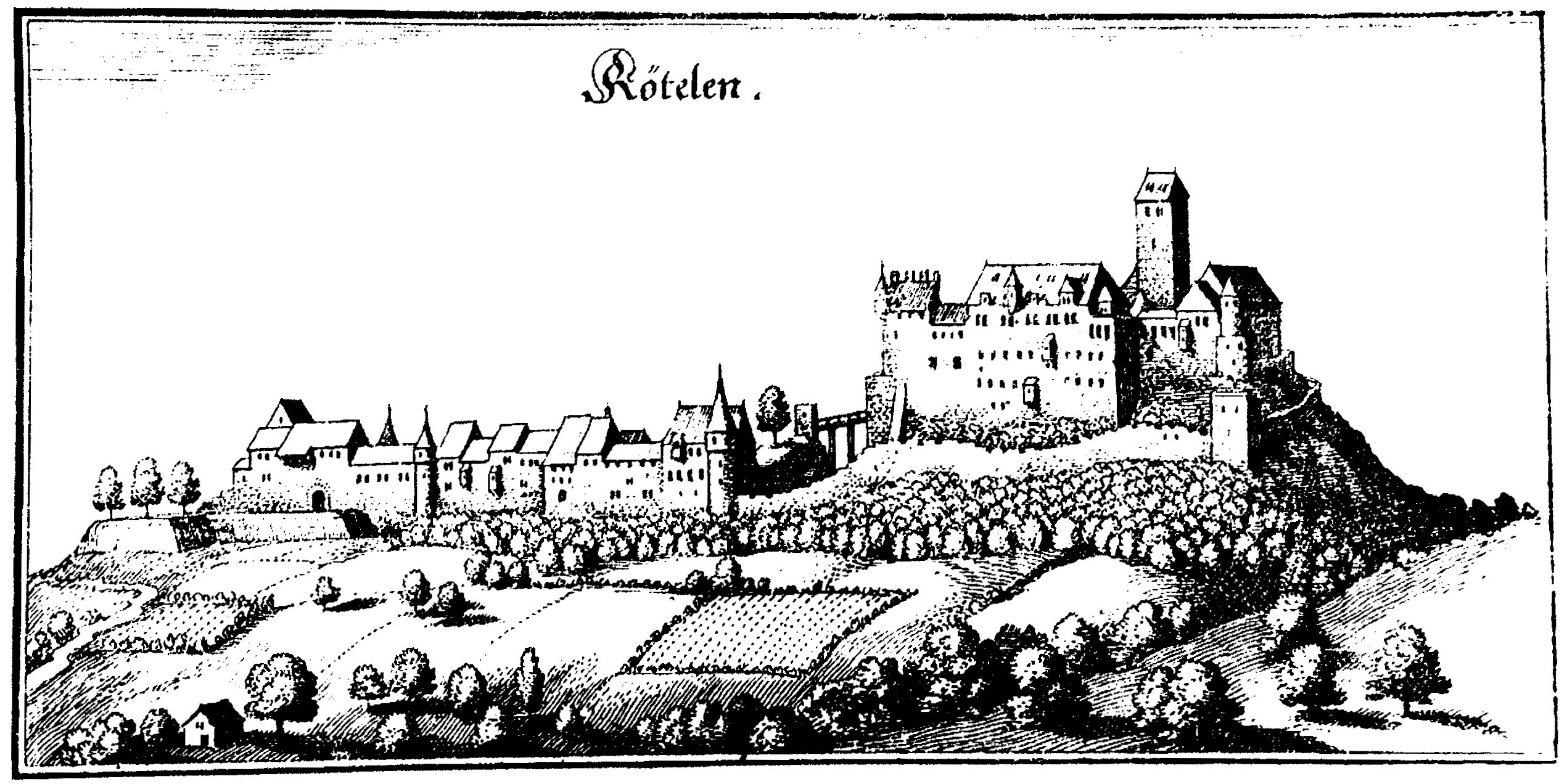
Burg Rötteln in einer Darstellung von 1643

In den Jahren 1610 und 1629 wütete die Pest. Die Bevölkerung litt in den langen Kriegsjahren unter Raub und Brandschatzung durch plündernde Truppen und brachte sich und ihren Besitz nach Basel in Sicherheit. Von 1633 an bedeutete der wiederholte Durchmarsch spanischer und anderer Truppen eine schwere Landplage. 1638 kam es zu der Schlacht bei Rheinfelden, in der Bernhard von Sachsen-Weimar die Kaiserlichen besiegte. Er hatte sein Hauptquartier in Brombach und besetzte Rötteln. Die Schweden eroberten die Burg Rötteln; die Lörracher Burg wurde durch einen Brand zerstört und nicht wieder aufgebaut. 1634 forderte die Pest erneut viele Opfer in Lörrach. Die Zahl der Einwohner schrumpfte stark; 1645 zählte Lörrach nur noch 454 Bewohner. Auch der finanzielle Schaden der Jahre 1622 bis 1648 war beträchtlich; das Oberamt Rötteln bezifferte ihn auf 610.290 Gulden. In diesen Jahren fand der Markgraf Asyl in Basel. Um die Kontributionen an das französische Militär bezahlen zu können, war er gezwungen, Klein-Hüningen an Basel zu verkaufen. Durch die Plünderungen waren seine Untertanen nicht mehr in der Lage, Abgaben zu leisten. Der Westfälische Friede von 1648 brachte auch dem Markgräflerland Ruhe. Die Schweiz war bei den Verhandlungen durch den Basler Bürgermeister Rudolf Wettstein vertreten. Dort löste sich die Eidgenossenschaft endgültig vom Heiligen Römischen Reich. In der zweiten Hälfte des 17. Jahrhunderts wurde die stark zurückgegangene Bevölkerung der Markgrafschaft und des Schwarzwaldes durch Einwanderungen aus der Schweiz aufgefrischt.

### Stadtrechtsverleihung
Lörrach hatte zwar 1403 das Privileg erworben, einen Markt abhalten zu können, doch dessen Bedeutung war nicht sonderlich groß. Im Schatten der Stadt Basel konnte sich die Ortschaft nicht weiterentwickeln. Die Amtsbehörden, die Landschreiberei und die geistliche Verwaltung residierten auf Rötteln. Lörrach selbst hatte in der Mitte des 17. Jahrhunderts rund 500 Einwohner.

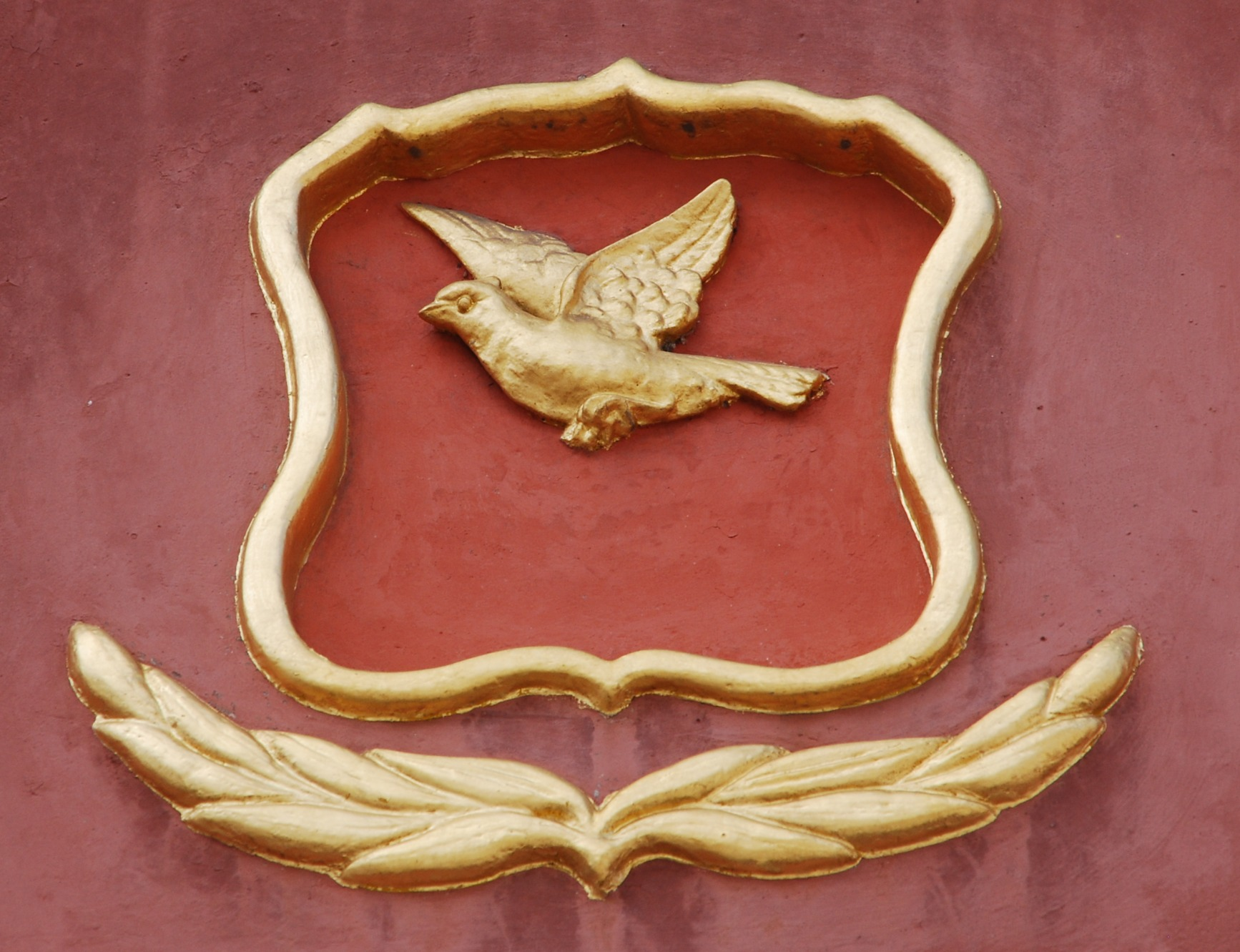
Wappen Lörrachs an der Fassade des Pfarrhauses der Stadtkirche

Erst als französische Truppen im Rahmen des Französisch-Niederländischen Krieges am 29. Januar 1678 die Burg zerstörten, rückte Lörrach in den Vordergrund. Die markgräflichen Behörden benötigten eine neue Unterkunft, die sie teilweise in Basel und in Lörrach fanden. Auf Vorschlag des Landvogtes Reinhard von Gemmingen verlieh Friedrich Magnus von Baden-Durlach am 18. November 1682 Lörrach das Stadtrecht. Oberbehörde war die Landvogtei mit Sitz in der Rheinfelderstraße (heute: Wallbrunnstraße). Am 12. April 1683 ließ der Markgraf einen entsprechenden Privilegienbrief ausstellen. Dieses Stadtrecht wurde allerdings infolge ständiger Kriegsunruhen nicht wirksam und geriet in Vergessenheit. Am 26. März 1755 bat die Gemeinde Lörrach die markgräfliche Landesregierung erneut um Gewährung der Stadtgerechtigkeit. So erneuerte Markgraf Karl Friedrich am 3. Juni 1756 auf Anregung des Landvogts Gustav Magnus von Wallbrunn das Lörracher Stadtrecht. Am 24. August 1756 wurde das neue Stadtprivileg öffentlich bekannt gegeben. Der Lörracher Privilegienbrief umfasste insgesamt neun Punkte, darunter das Recht auf einen „Burgermeister und sechs Gerichts- und Rathspersonen“. Der Markgraf bestätigte außerdem das Stadtwappen, „welches dieser Ort in den Bild einer Lörchen sich schon ehedessen erwehlet hat“ und erlaubte, „dass sie eine Lörche von Gold in einem rothen Felde führen dörffe“.
Durch die Stadtrechtsverleihung mussten neue Behörden und Einrichtungen in der Stadt eingerichtet werden. So wurde 1688 bis 1691 ein Torturm (Gefängnisturm) erbaut. Der Straßenname Turmstraße erinnert an diesen Bau, der 1867 abgebrochen wurde. Nach der Zerstörung von Rötteln wurde die Stadt Lörrach auch Sitz von Regierungsbehörden, des Oberamtes (Landvogtei), des Spezialamtes (Dekanat) und des Kapitels (Lateinschule). Die beiden Stadtkerne, Schloss, Kirche und die bäuerliche Siedlung Ufhabi wurden miteinander verbunden. In den Jahren 1694 bis 1697 entwarf der französische Architekt Lefèvre Pläne für ein markgräfliches Schloss in Lörrach, die allerdings nicht verwirklicht wurden. Stattdessen wurde 1698 bis 1705 in Basel eine markgräfliche Residenz gebaut. Nachdem die Stadt Basel das Gebäude gekauft und umgebaut hatte, wurde es als Teil des Basler Bürgerspital genutzt. Seit 1960 beherbergt es Büros des Universitätsspitals Basel.

### Spanischer Erbfolgekrieg und Folgejahre

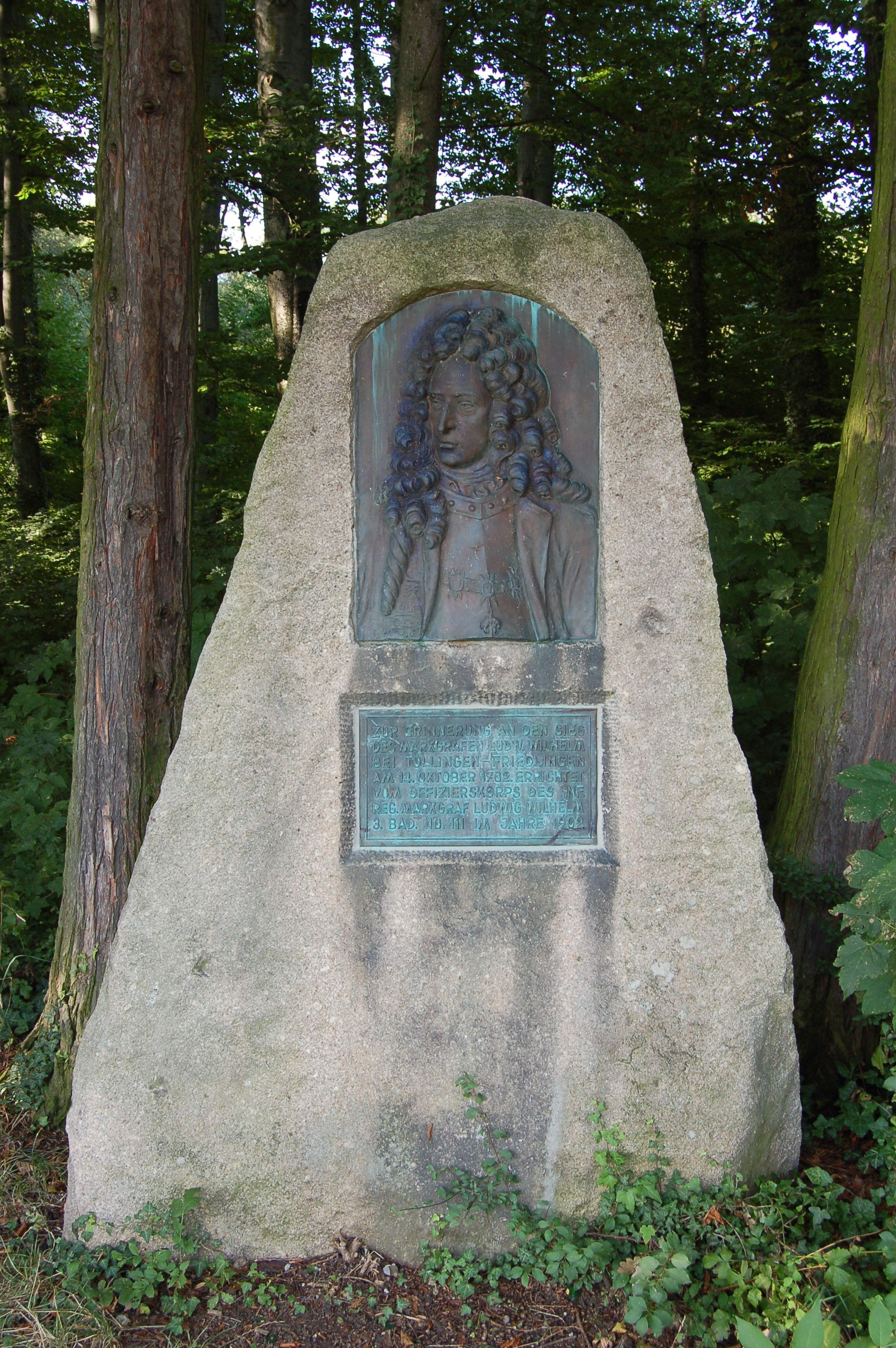
Denkmal auf dem Tüllinger Berg zur Schlacht am Käferholz

Auch nach dem Dreißigjährigen Krieg litt Lörrach immer wieder unter kriegerischen Auseinandersetzungen. Der Frieden von Rijswijk 1697 ließ auf Besserung hoffen. Jedoch war die Situation in der Region nach Ausbruch des Spanischen Erbfolgekrieges 1701 schwierig, weil Bayern sich auf die Seite Frankreichs stellte und zwischen den beiden Verbündeten das Markgräflerland und Lörrach lagen.
Im Spanischen Erbfolgekrieg kam es zu heftigen Kämpfen vor der französischen Festung Hüningen am Rhein, da Hüningen Ausfalltor für Frankreich war. Der französische Marschall Claude-Louis-Hector de Villars hatte die Absicht, mit 20.000 Mann den Rhein zu überschreiten, und besetzte im September 1702 die Schusterinsel. Am 14. Oktober griff der als Türkenlouis bezeichnete Markgraf Ludwig Wilhelm von Baden-Baden Villars an, nachdem die Franzosen bereits über ihren Brückenkopf bei Friedlingen bis Weil und auf den Tüllinger Berg vorgedrungen waren. Nachdem Villars Kavallerie in der Ebene bereits gesiegt hatte, gelang es der Infanterie des Markgrafen in der Schlacht am Käferholz die Franzosen in die Flucht zu schlagen. Es gab keinen wirklichen Sieger. Da sich die Reichsarmee jedoch Richtung Staufen zurückzog, wurde das Markgräflerland den französischen Truppen zur Plünderung überlassen. An die Schlacht am Käferholz erinnert ein Denkmal auf dem Tüllinger Berg.
Sowohl Weil wie auch die umliegenden Dörfer des Markgräflerlandes wurden zerstört. Für die Kriegsschulden hatte die Vogtei der Herren von Rötteln zu haften. Aus Stetten gibt es eine Akte Kriegs- und Militärsachen, in der erlittene „Kriegskösten und Bechwernuß“ aufgeführt sind. Der Schaden wird auf 17.385 Gulden und 18 Schilling beziffert. Darunter fielen Kosten für die Beseitigung der Schäden durch Brandschatzung, die Nahrungsmittelversorgung sowie für Heu, Stroh und Wein.
Durch die Grenzlage zu Frankreich, dem Erzfeind des Habsburger Reiches, hatte Lörrach auch in den Folgejahren Kriegslasten zu tragen. Im Polnischen Erbfolgekrieg stießen im Jahr 1735 erneut französische Truppen bei Hüningen über den Rhein vor, verlangten von den Bewohnern des Wiesentals Proviant und erhoben eine Kriegssteuer in allen Gemeinden. Auch der von 1740 bis 1748 dauernde Österreichische Erbfolgekrieg verschonte Lörrach nicht. Zwar kam es nicht zu Zerstörungen, jedoch mussten die Gemeinden des Markgräflerlandes Österreicher und Franzosen mit Proviant versorgen. Erst der Zweite Aachener Friede brachte für einige Jahrzehnte Frieden ins Land.

### Revolutionen und Koalitionskriege
„Seit einigen Wochen ziehen die Elsäßer scharenweise ins Land, in Lörrach, um Lörrach herum. Sie geben täglich 10 auch 12 Batzen Kostgeld. Es sollen Aristokraten sein, welche die demokratische Nationalversammlung in Paris und die ganze Constitution wieder umstürzen und dem König zum Ansehen und Macht verhelfen wollen.“

Baden in den Jahren 1803 bis 1819

Der Vermerk von Pfarrer Herbst fasst die Verhältnisse im Land zu dieser Zeit zusammen. Nach dem Sturm auf die Bastille während der Französischen Revolution emigrierte der Adel, der sich erst im Elsass aufhielt und später über den Rhein flüchtete. Kaiserliche Dragoner rückten im April 1791 in Lörrach ein, da sie den Einfall der Franzosen fürchteten. Nach der Kriegserklärung der Franzosen an Österreich begannen für Lörrach wieder kriegerische Zeiten, da der Markgraf mit Österreich und Preußen verbunden war. 1793 erlitten die kaiserlichen Truppen bei Haguenau eine Niederlage. Die Bevölkerung Lörrachs war erneut von Kriegslasten betroffen. Nach dem Frieden von Basel 1795 war das badische Oberland schutzlos den französischen Heeren ausgeliefert. Der Landvogt von Lörrach und spätere erste Minister des Landes Baden, Sigismund von Reitzenstein, wurde als badischer Unterhändler nach Paris gesandt, um einen Sonderfrieden auszuhandeln. In den Verhandlungen erreichte er die Zusage für die späteren territorialen Erweiterungen Badens. In der ersten Kriegsphase von 1792 bis 1796 lagen immer Truppen in Lörrach, die von der Bevölkerung verpflegt werden mussten. Etwa ein Dreivierteljahr lang waren es einhundert Kürassiere, für zwei Tage musste Lörrach sogar 16.950 Mann aus vier Regimentern aufnehmen. Der Tagessatz an Verpflegung war vorgeschrieben. Offiziere erhielten den Sechsfachen, Obristen den Zwölffachen und Generäle den 24-fachen Satz eines Soldaten. Lörrach hatte zur damaligen Zeit 1700 Einwohner.
Die badische Markgrafschaft wurde 1796 während des Ersten Koalitionskrieges Kriegsschauplatz. Unter General Jean Victor Moreau schwärmten die französischen Truppen bei Hüningen und Kehl ein. 2000 Männer aus Lörrach sollten zum Schanzenbau antreten. Als die Kontribution nicht rechtzeitig abgeliefert war, wurde der Landschreiber und Hofrat Christian Gottlieb Michael Hugo ins Gefängnis gesteckt. Lörrach wurde für einige Tage französisches Hauptquartier. Durch das Wiesental und das Höllental konnte Moreau bis zur Donau vorrücken, wurde von den kaiserlichen Truppen bei Ulm und Würzburg im September geschlagen und traf am 15. Oktober auf der Flucht wieder im Rheintal ein. Auf dem Weg nach Hüningen kam es am 24. Oktober 1796 bei Emmendingen und Schliengen zwischen Moreau und dem österreichischen Erzherzog Karl zu einem letzten Gefecht. Die über das Kander- und Wiesental flüchtenden und plündernden Franzosen erreichten Lörrach. In Tüllingen waren in jedem Quartier 40 bis 100 Soldaten untergebracht. Der stetige Weinkonsum der Soldaten sorgte dafür, dass viele Lörracher Wirtschaften mit dem Bierbrauen begannen.
Rund um die Festung Hüningen wurde geschanzt und ein Angriff vorbereitet. Vom Markgräflerland bis ins Fricktal wurden Männer für mehrere Tage zum Schanzen rekrutiert. Ein erster Angriff der Österreicher scheiterte verlustreich am 30. November 1796. Zur Zeit der Belagerung hatte Erzherzog Karl sein Hauptquartier im damaligen Pädagogium in Lörrach, dem heutigen Dreiländermuseum. Die Franzosen gaben ihre Festung in Hüningen auf und Napoléon verlagerte 1797 die Kämpfe gegen Österreich nach Italien. Erzherzog Karl zog am 3. Februar des Jahres aus Lörrach ab.
Im Zweiten Koalitionskrieg von 1799 bis 1802 wurde das untere Wiesental erneut von französischen Truppen besetzt. 1801 waren in Lörrach 30.000 Infanteristen und 12.000 Pferde stationiert. Ansteckende Krankheiten belasteten Lörrach zusätzlich. Das Land Baden profitierte jedoch enorm. Napoléon erhob es 1803 im Reichsdeputationshauptschluss zum Kurfürstentum und 1806 zum Großherzogtum. Das Großherzogtum verfügte am Ende dieser Entwicklung im Vergleich zur Markgrafschaft ein geschlossenes und mehr als doppelt so großes Staatsgebiet. Die erbrachte Gegenleistung in Form der militärischen Bündnisse machte Baden und damit auch Lörrach aus deutscher Sicht zum feindlichen Ausland. Erst nach der von Frankreich verlorenen Völkerschlacht bei Leipzig 1813 sagte sich Großherzog Karl Friedrich von Napoléon los. Auf dem Frankreichfeldzug im Juni 1814 war Lörrach Hauptquartier des Generalfeldmarschalls Karl Philipp zu Schwarzenberg, der dort mit neun Generälen, zwei Obristen und einer 3850 Mann starken Truppe an Weihnachten 1813 die Feiertage verbrachte. Bis Mitte 1814 waren auch der russische Zar Alexander I., der preußische König Friedrich Wilhelm III., der österreichische Kaiser Franz I. und Prinz Wilhelm von Preußen in der Lörracher Gaststätte Krone einquartiert. Weitere Generäle, Obristen und Offiziere logierten im Hirschen. Allein in einem Monat hatte Lörrach Verpflegung für 161.646 Armeeangehörige aufzubringen. Die Stadt zählte damals 3000 Einwohner. Neben der Verpflegung hatte die Stadt Reparaturen gebrochener Kanonenachsen, Kerzen für die Unterkünfte und Schreibmaterialien für die Militärbüros zu finanzieren. Der Rechner der Stadt Lörrach zählte für den Zeitraum vom 22. November 1813 bis zum 1. Juni 1816 insgesamt 410.917 Männer und 54.118 Pferde, die in Lörrach einquartiert waren.
In der zweiten Hälfte des 18. und ersten Hälfte des 19. Jahrhunderts wirkte der bedeutendste alemannische Mundartdichter Johann Peter Hebel in Lörrach. Hebels Geburtsort wird zwar mit Basel angegeben, er soll aber am 10. Mai 1760 bei einem Besuch der Eltern bei Pfarrer Nutzinger im Gasthaus Bad in Hauingen überraschend zur Welt gekommen sein. Unabhängig davon, ob Hebel Sohn Lörrachs war oder nicht, ist er eng mit der Stadt verbunden. Am 19. Mai 1783 zog Hebel ins sogenannte Pädagogium, die ehemalige Lateinschule in Lörrach, wo er als Praezeptoratsvikar bis zum 2. November 1791 lehrte. Seine Lörracher Zeit beschrieb Hebel als die schönste seines Lebens.

## Neuzeit

### Weg in die Industrialisierung
Bereits zur Römerzeit wurde in Kandern Eisenerz abgebaut. Die Eisenverhüttung wurde im 9. Jahrhundert wieder aufgenommen. Silber- und Bleibergbau wurde im Münstertal betrieben, im 11. Jahrhundert auch in Todtnau. Der Silberbergbau wurde im Dreißigjährigen Krieg wieder eingestellt. In Gemeinden des Hotzenwaldes und oberen Wiesentals ließen Zürcher Fabrikanten 1680 Rohbaumwolle von Hand spinnen. Im Jahr 1758 war Zell im Wiesental Mittelpunkt der vorderösterreichischen Textilindustrie. 1828 wurde die erste mechanische Baumwollspinnerei des Wiesentals in Todtnau eingerichtet.
In Basel waren die Papiererzeugung und der Buchdruck im 15. Jahrhundert die wichtigsten Industrien. 1467 zog Bartholome Pastor als erster Papiermacher von Basel nach Lörrach. Vom Ende des 16. bis zum Anfang des 18. Jahrhunderts war die 1745 eingestellte Lörracher Papierfabrikation bedeutend. Um 1700 hatte Lörrach drei Papiermühlen, zwei Ziegeleien, eine Walkmühle mit Färberei, eine Tuchwalke und eine Pulvermühle. Der Landvogt Ernst Friedrich Leutrum von Ertingen förderte eher die Landwirtschaft. Leutrum verließ 1748 Lörrach; ihm folgte Gustav Magnus von Wallbrunn (1702–1772) als Landvogt. Er förderte die Ansiedlung neuer Betriebe und trug damit dem Zeitalter des Merkantilismus Rechnung. Die Erneuerung des Stadtrechts 1756 zog weitere Industrien an. Johann Friedrich Küpfer erhielt am 27. August 1753 das Privileg, eine Indienne-(Baumwoll-)Manufaktur zu gründen. Bis 1802 erhielt diese staatliche Subventionen und wurde 1808 an die beiden Großindustriellen Merian und Koechlin weiterverkauft. 1857 entstand daraus das Textilunternehmen Koechlin-Baumgartner & Cie. Heute firmiert das in Lörrach ansässige Unternehmen mit dem Namen KBC Manufaktur Koechlin, Baumgartner & Cie. GmbH.
1742 erhielt der Hugenotte Samuel August de la Carriere aus Basel die Erlaubnis, in Lörrach eine Druckerei zu eröffnen. Neben Informationsblättern mit Inseraten gehörte eine deutschsprachige Bibel in der Übersetzung Martin Luthers zu den Druckerzeugnissen. 1753 eröffnete Bosque aus Straßburg eine Tabakfabrik. Da sie sich nicht halten konnte, wechselte das Gebäude 1761 für 550 Louis d’or den Besitzer und die Kapitelschule (Pädagogium) zog in das ehemalige Fabrikgebäude.

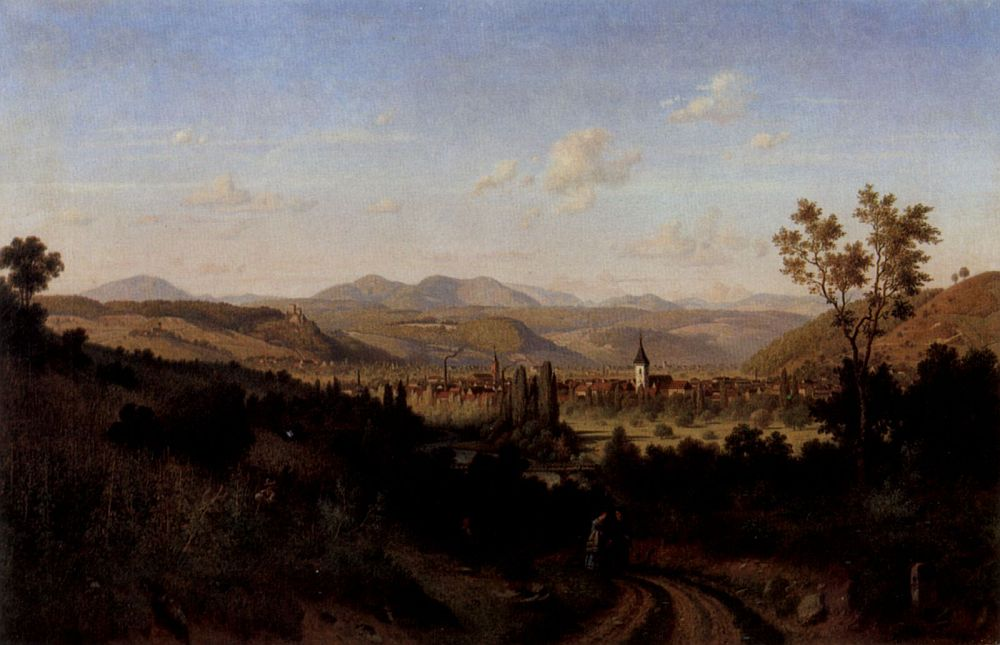
Gesamtansicht Lörrachs, Zeitgenössisches Gemälde von August Bauer, 1874

Als das Land Baden 1836 in die Deutsche Zollunion eintrat, nahm das Wirtschaftsleben einen weiteren Aufschwung. Mitte und Ende des 19. Jahrhunderts wurden zahlreiche neue Fabriken in Lörrach gegründet, darunter 1837 eine Tuchfabrik, 1847 die spätere Baumwollspinnerei Vogelbach, 1850 die Maschinenfabrik Kern, 1885 die Schokoladenfabrik Suchard, 1887 die Maschinenfabrik Kaltenbach, 1850 die Brauerei Lasser und 1864 die Brauerei Reitter.
Bereits 1638 wurde die Goldene Apotheke Basel als eine der ersten Apotheken Europas gegründet. 1846 brachte der Basler Arzt Dr. Emanuel Wybert von einer Studienreise aus Amerika das Rezept eines Hustenmittels mit. Sein Freund Dr. Hermann Geiger, damaliger Besitzer der Apotheke, verkaufte während einer Grippe-Epidemie in diesem Jahr erstmals die sogenannten Wybertli-Pastillen. Sie wurden aufgrund der guten Resonanz ab 1906 von Dr. Hermann Geiger und dessen Bruder Dr. Paul Geiger im elsässischen St. Ludwig (heute St. Louis) unter dem Namen Wybert industriell hergestellt. Ab 1944 spezialisierte sich GABA auf Mund- und Zahnhygiene und brachte die aronal-Zahnpasta heraus. Nach dem Zweiten Weltkrieg wurde Ernst Ludwig Heuss, der Sohn des ehemaligen Bundespräsidenten Theodor Heuss, Leiter der Wybert GmbH in Lörrach, später auch der GABA AG in Basel.

### Badische Revolution
Die sich entfaltende Wirtschaft erforderte den Bau von Arbeiterwohnhäusern. Das Stadtbild begann sich rasant zu verändern. Die Spitalstiftung und der Hebelpark sind zwei Beispiele für aufkommendes Mäzenatentum. Um 1808 wurden viele klassizistische Bauwerke in Lörrach errichtet, darunter die Synagoge, die Stadtkirche im Zentrum und die Fridolinskirche in Stetten. Veränderungen geschahen in dieser Zeit jedoch nicht allein im Bauwesen. Im neuen Baden, welches ab 1806 durch sogenannte Organisationsedikte im Inneren verbunden wurde, musste angesichts der Vielfalt an Stadttypen ein einheitliches Stadtrecht geschaffen werden. So wurde beispielsweise der Bürgermeister durch die Staatsbehörde ernannt. Der Stadtrat, der zugleich die Funktion des Stadtgerichts ausübte, hatte gemeinsam mit dem Bürgermeister die Leitungsgewalt. Der Stadt Lörrach als einer der wohlhabenderen Gemeinden war die Bestellung eines eigenen Ratsschreibers zugebilligt worden. Der damalige Stadtrat wurde nicht gewählt, sondern ergänzte sich durch die sogenannte Kooptation. Diese dem Grundsatz nach wenig moderne Gemeindestruktur war 1821 durch ein vorläufiges und 1831 durch ein besonderes Gesetz durch die badische Gemeindeverordnung grundlegend verändert worden. Diese galt bis 1890 und sah Lörrach als Bürgergemeinde vor, in der Nichtbürger von der Mitwirkung ausgeschlossen waren. Erst 1890 sah das Gesetz für Lörrach die volle Gleichberechtigung aller Einwohner vor. Die Gemeindeversammlung aller Ortsbürger wählte den Bürgermeister sowie den Bürgerausschuss, aus welchem der Stadtrat entstand. In der Gemeindeordnung von 1831 war noch ein gleiches Stimmrecht festgelegt. Unter dem Eindruck der Badischen Revolution von 1848/49 ging das Land Baden zum kommunalen Dreiklassenwahlrecht über, das gestaffelt nach dem Steueraufkommen gebildet wurde.

#### Erste Badische Revolution

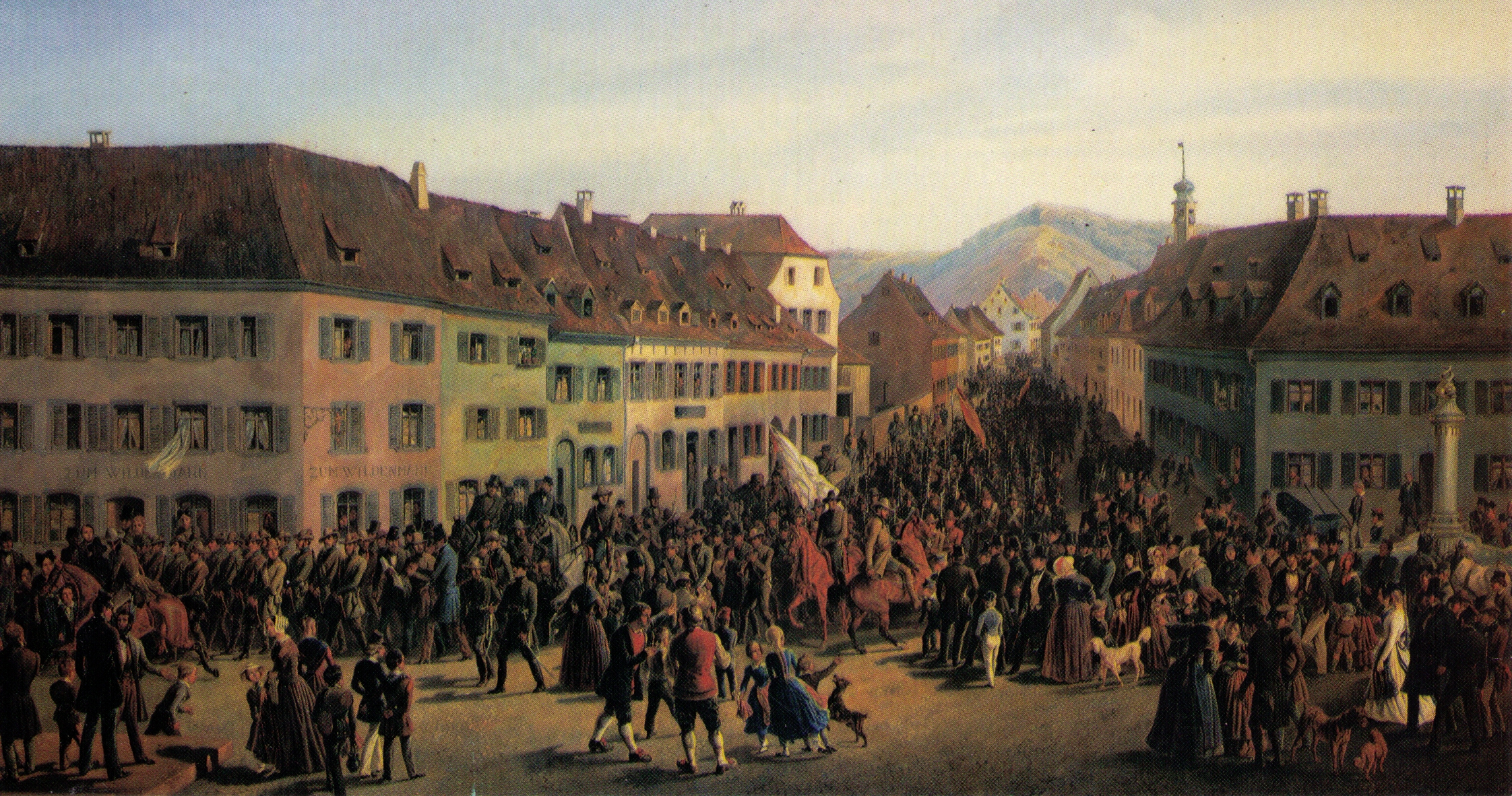
Einzug einer Freischärlerkolonne unter Gustav Struve in Lörrach am 20. April 1848 auf dem Weg zur Unterstützung des Heckerzugs beim Gefecht von Kandern. (Ölgemälde von Friedrich Kaiser)

Nach dem Hambacher Fest 1832 wurden auch in Lörrach liberale Forderungen erhoben. Zahlreiche Versammlungen und Aufstände, wie etwa im September 1847 und im März 1848 in Offenburg oder Februar 1848 in Mannheim folgten. Forderungen der revolutionären Kräfte wie Presse-, Gewissens-, Lehrfreiheit und persönliche Freiheiten standen an oberster Stelle. Die damalige Badische Verfassung vom 22. August 1818 galt zwar als eine der modernsten Verfassungen im Deutschen Bund, enthielt aber keine Bestimmungen über Volkssouveränität, zentrale Freiheitsrechte und unabhängige Gerichtsbarkeit. In Konstanz riefen Friedrich Hecker und Gustav Struve die Republik aus. Tags drauf bildete sich eine kleine Gruppe, welche die Rheinebene entlang in Richtung der Residenzstadt Karlsruhe zog. Ihr Ziel war Schliengen, wo sich die damalige Endstation der Bahnlinie Mannheim-Basel befand. Am 20. April 1848 forderte Hecker die Stadt Lörrach auf, die revolutionäre Bewegung zu unterstützen. Der Gemeinderat weigerte sich. Von 276 stimmberechtigten Gemeindebürgern erschienen 198 zur Gemeindeversammlung und 142 stimmten für eine Nichtteilnahme an der Erhebung. Nur drei bis vier Männer schlossen sich dem Zug an, der in Richtung Tumringen weitermarschierte. Da die Teilnehmer schlecht gerüstet und zersplittert waren, war die Niederlage vorauszusehen. Unter dem Befehl des Gastwirts Joseph Weißhaar aus Lottstetten zogen 800 Aufständische, vom Bodensee kommend, am selben Tag durch Lörrach, um dem Heckerzug zu Hilfe zu eilen. Heckers Truppen wurden im Gefecht auf der Scheideck bei Kandern geschlagen, in dem der General Friedrich von Gagern erschossen wurde. Etwa 1000 Freischärler trafen auf der Scheideck auf rund 2000 hessische und badische Regierungssoldaten. Der Stuttgarter Dichter Georg Herwegh kam mit seiner republikanischen Deutschen Demokratischen Legion über den Rhein und wurde bei Dossenbach auf dem Dinkelberg geschlagen, Franz Sigel am 23. April in Günterstal bei Freiburg. Die großherzoglich-badischen Truppen nahmen am 24. April Freiburg ein; Hecker floh zunächst in die Schweiz und anschließend nach Nordamerika.

#### Zweite Badische Revolution
Schriftzug am Balkon des Alten Rathauses in Lörrach

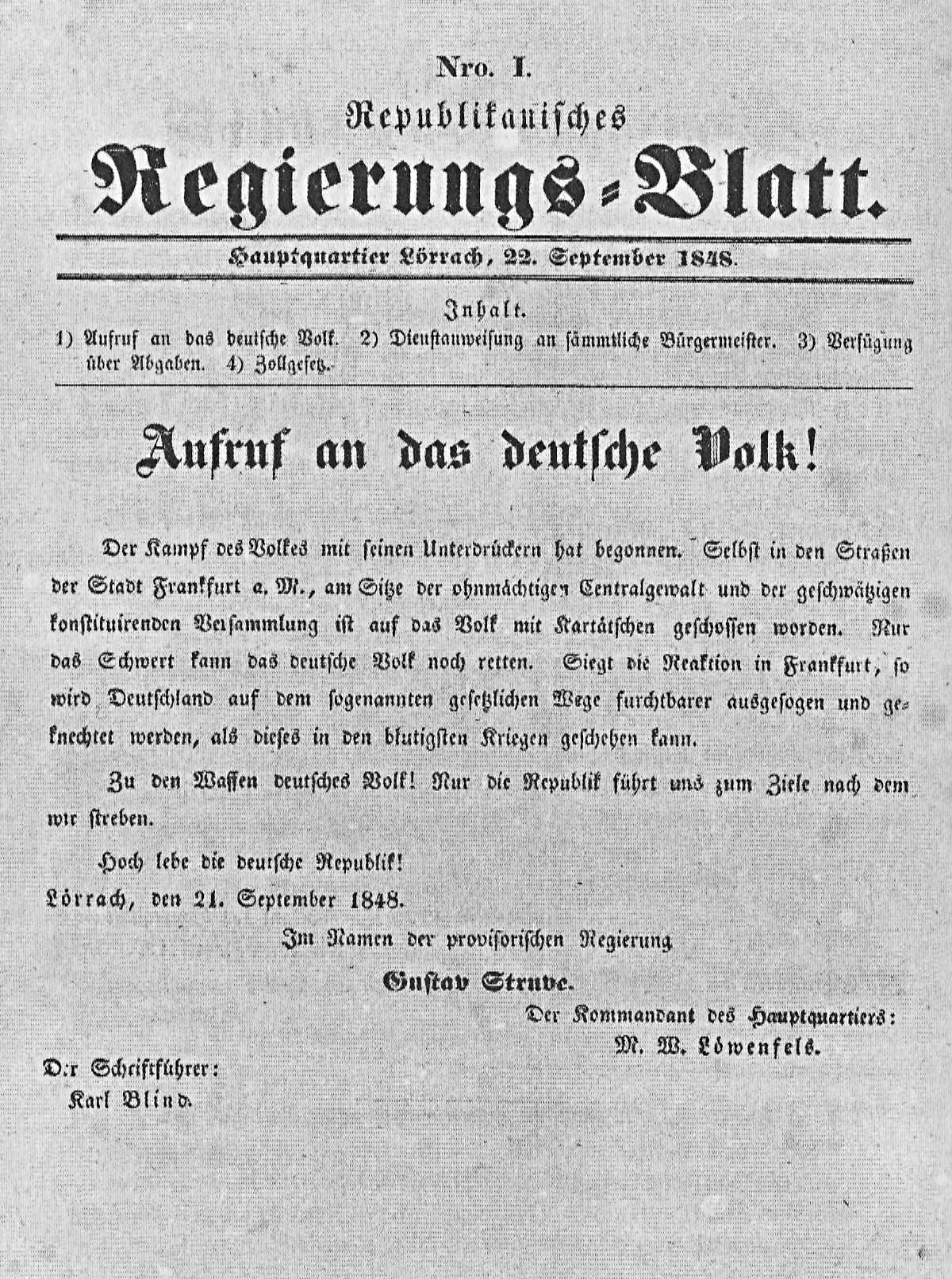
Republikanisches Regierungsblatt Nr. 1 im Namen der „provisorischen Regierung“ Gustav Struve

Den zweiten Umsturzversuch unternahm Struve (Struve-Putsch) von Basel aus, wohin er sich geflüchtet hatte, um sich dem Zugriff der Behörden zu entziehen. Am 21. September 1848 traf er in Stetten ein und unternahm am selben Tag mit Hilfe der Stettener Bürgerwehr gegen 17:30 Uhr einen Marsch zum Lörracher Rathaus in der Wallbrunnstraße. Auf dem Marktbrunnen wurde die rote Fahne aufgesteckt, am Amts- und Posthaus wurden rotgestrichene Holztafeln mit der schwarz-goldenen Aufschrift Deutsche Republik angebracht. Bereits am Nachmittag war die Lörracher Bürgerwehr unter Befehl des Hauptmanns Markus Pflüger zusammengekommen, um Struve Unterstützung zu gewähren. Die großherzoglichen Beamten wurden verhaftet, Bürgermeister Carl Georg Wenner und der Gemeinderat zum Rathaus gerufen. Struve hielt vom ersten Stock des Rathauses eine Rede und proklamierte die Republik. Er verkündete das Standrecht, versprach die Abschaffung aller Steuern und sicherte zahlreiche soziale Maßnahmen zu. Ein „Aufruf an das deutsche Volk“ mit einem vorläufigen Regierungsprogramm, eine Dienstanweisung für den Bürgermeister und verschiedene Nachrichten vom Hauptquartier Lörrach wurden in der von den Revolutionären beschlagnahmten Druckerei Gutsch auf Flugblätter gedruckt und unter der Bevölkerung verteilt. Alle Männer zwischen 18 und 40 Jahren wurden zur Teilnahme am Struvezug nach Karlsruhe verpflichtet. So war Lörrach für vier Tage der Hauptort des Struve-Putsches, gewissermaßen der „Regierungssitz“. Der Lörracher Arzt und Politiker Dr. Eduard Kaiser beschrieb den Umsturzversuch aus lokaler aber auch aus allgemeiner Sicht und meinte: „Halb Schinderhannes, halb Affentheater“. Am 24. September erlitt das rund 1000 Mann starke Aufgebot Struves bei Staufen durch die Regierungstruppen unter General Hoffmann eine Niederlage. Struve wurde in Wehr gefangen genommen und nach Rastatt gebracht. In Lörrach wurde ein größeres Truppenkontingent unter Oberst Rotberg einquartiert. Damit war auch der zweite Versuch einer Revolution gescheitert. Der Historiker Hubert Bernnat sieht die Hauptgründe für das Scheitern des Struve-Putsches darin, dass Struve zum einen trotz seiner Forderung keine Unterstützung durch die unterprivilegierten Bevölkerungsschichten erhielt, zum anderen mischte sich in Struves utopische Vorstellung von Sozialismus blinder Radikalismus und Aktionismus.

#### Dritte badische Revolution und Eröffnung der Bahnlinie

Wiesentalbahn mit dem Lörracher Bahnhof

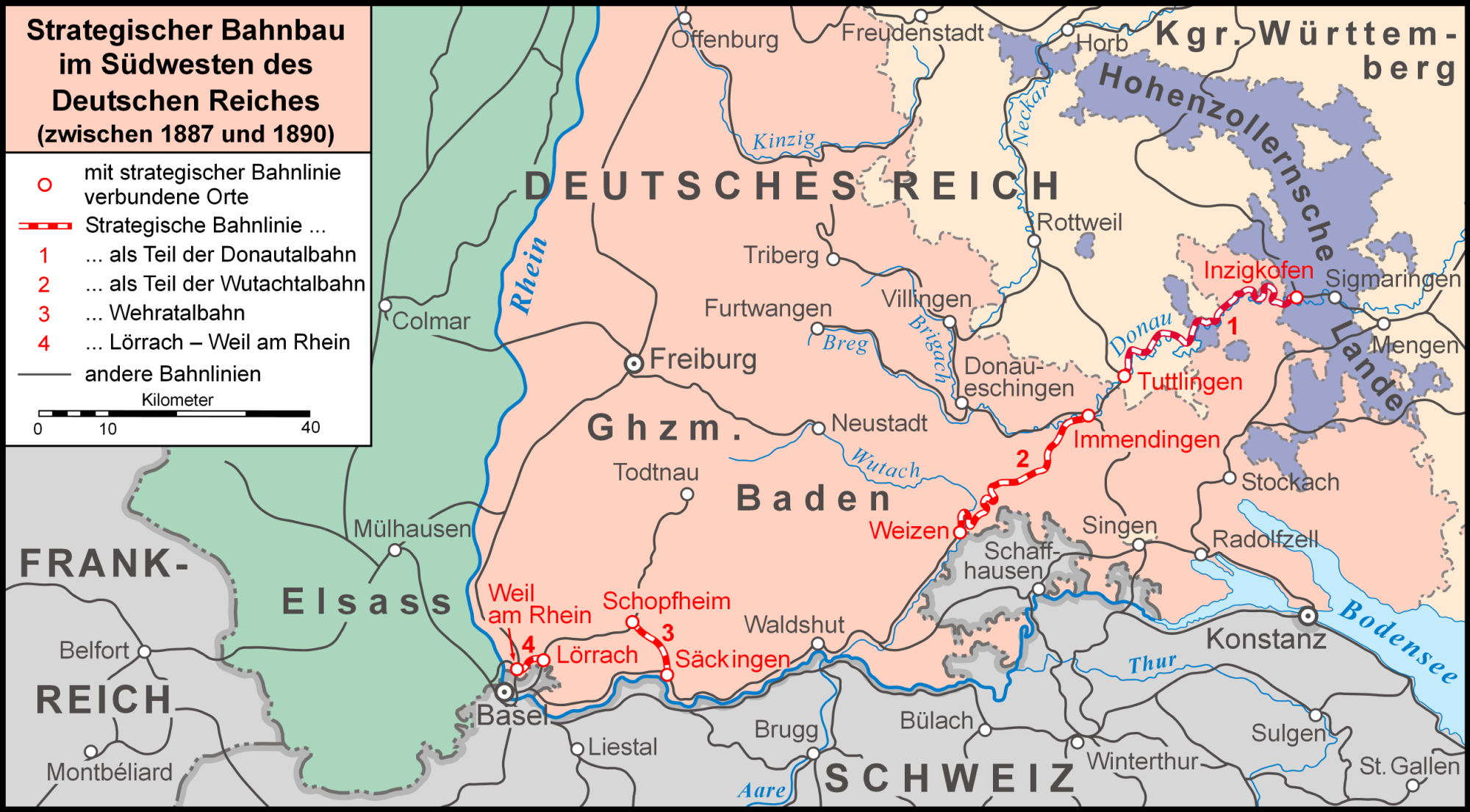
Strategischer Bahnbau in Südbaden

Bei der dritten badischen Revolution brach unter den Truppenteilen in Lörrach und Umgebung am 11. Mai 1849 eine Meuterei aus. Am 12. und 13. Mai marschierte die Lörracher Garnison nach Kandern und von da über Müllheim nach Freiburg und Karlsruhe. Nach der schnellen Niederlage der Freischärler im Juli 1849 flohen die Revolutionäre über Lörrach zurück nach Basel. Am 10. Juli zogen die preußischen Besatzungstruppen von Binzen nach Lörrach.
Im selben Jahr wurde die Badische Hauptbahn bis kurz vor der Schweizer Grenze vollendet und 1862 die Bahn von Basel nach Lörrach und Schopfheim in Anwesenheit von Großherzog Friedrich eröffnet. Mit der Vollendung des Wasserkraftwerks in Rheinfelden 1899 konnte die Wiesentalbahn 1913 als erste Bahnstrecke Badens und eine der ersten in Deutschland elektrifiziert werden. Sie war gleichzeitig die erste Privatbahn im Großherzogtum Baden. 1867 wurde die katholische Kirche St. Bonifaz errichtet. Zu dieser Zeit hatte Lörrach rund 6000 Einwohner. Vom Deutsch-Französischen Krieg 1870/71 blieb weitgehend Lörrach verschont, war jedoch Schauplatz eines erfolgreichen Täuschungsmanövers (Täuschung beim Käferholz), das auf der Tüllinger Höhe inszeniert wurde.
Die Gemeindesitzungen fanden bis zur Mitte des 18. Jahrhunderts im sogenannten Stubenwirtshaus statt. 1756 wurde das Rathaus in der Wallbrunnstraße und 1869/1870 umgebaut. Seit 1927 befand sich das Rathaus in der umgebauten Villa Favre am Bahnhof.

### Das 20. Jahrhundert

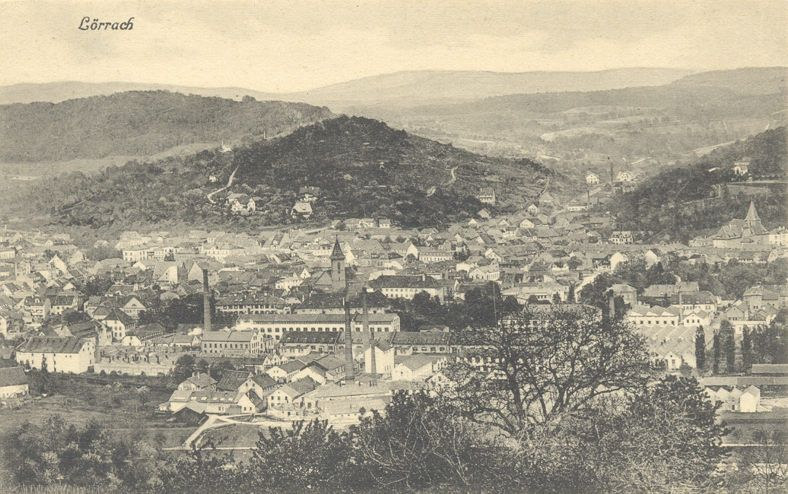
Lörrach um 1906

Die fortschreitende Industrialisierung ließ die Bevölkerungszahl Lörrachs weiter steigen. Im Jahr 1900 erreichte sie die Marke von 10.000. 1907 gründete Wilhelm Schöpflin sein Unternehmen in Haagen, aus dem 1930 das bekannte Versandhaus wurde. Das Dorf Stetten wurde am 1. April 1908 eingemeindet, dadurch erhöhte sich die Einwohnerzahl Lörrachs auf 15.000, die Gemarkungsfläche war von 752 Hektar auf 1213 Hektar angewachsen.
1906 wurde der 27-jährige Assessor Erwin Gugelmeier (1879–1945) zum Bürgermeister von Lörrach gewählt. Gugelmeier, der zuvor Stadtrechtsrat in Pforzheim war, war der erste von außerhalb von Lörrach kommende Bürgermeister. Dieses Amt hatte er knapp 21 Jahre lang inne, bis er 1927 in den Reichstag gewählt wurde. Er pflegte besonders gute Kontakte zu Riehen und Basel. Das größte wirtschaftliche Projekt dieser Zeit war die Vergrößerung des städtischen Gaswerks, um den durch die Einführung der Straßenbeleuchtung gestiegenen Gasbedarf zu befriedigen.

#### Erster Weltkrieg und Hyperinflation
Der Aufschwung wurde durch den am 1. August 1914 ausbrechenden Ersten Weltkrieg beendet. Auf dem als Kasernenplatz genutzten Burghof wurden die wehrfähigen Männer gemustert, eingekleidet und bewaffnet. Auch die im Ausland lebenden wehrpflichtigen Lörracher mussten sich melden. Nachdem der französischen Armee der Durchbruch bis Mülhausen gelungen war, gab es auch in Lörrach einige Unruhen. Die Kampfhandlungen verlagerten sich nach Norden, so dass die Front in den Vogesen zu einem Schützengrabenkrieg erstarrte. Bürgermeister Gugelmeier verhandelte mit dem Basler Regierungsrat, um bei einer Beschießung von Lörrach Kinder und Frauen die Zuflucht im neutralen Basel zu ermöglichen. 1915 hatte Lörrach durch feindliche Luftangriffe Tote zu beklagen. Auf dem Tüllinger Berg wurde eine Hindenburg-Linie zur Verteidigung der Stadt ausgebaut und 1916 in der Realschule ein zusätzliches Lazarett eingerichtet. Während des Ersten Weltkriegs hatten Lörrach und die umliegenden Teilorte insgesamt 813 Gefallene zu beklagen.
Für ein knappes Jahr, von November 1920 bis Juli 1921, war auf Tumringer Gemarkung der Flugplatz Lörrach in Betrieb. Von ihm ging am 15. November 1920 der erste Postflug ab, der die damalige Linie Frankfurt am Main – Karlsruhe – Lörrach eröffnete und als Meilenstein in der Geschichte der Flugpost gilt. Durch den Friedensvertrag von Versailles war Lörrach gezwungen, den Flugplatz und sämtliche Flugzeuge zu vernichten.
Auch nach dem Ende des Ersten Weltkriegs im November 1918 verbesserte sich die Lage für Lörrach nicht. Rohstoffknappheit hatte bereits im Jahr 1913 die Textilindustrie der Region in eine tiefe Krise gestürzt. Ende 1914 zählte die Stadt bereits rund 1000 Erwerbslose. Die durch den Krieg verursachten tiefgreifenden strukturellen Veränderungen brachten Lörrachs Wirtschaft in Gefahr. Die Lenkungs- und Zentralisierungsstellen befanden sich in Berlin, und die Fabriken an der Grenze waren mangels Zuteilungsquoten in Gefahr, stillgelegt zu werden. Demgegenüber konnte der Arbeitsmarkt in der Schweiz und Frankreich die Grenzlage für etwas Entlastung sorgen. Im Zuge der Novemberrevolution 1918 vollzog sich eine starke politische Radikalisierung ins linke Lager, die sich in Lörrach stärker als in anderen badischen Städten auswirkte. Bezeichnend dafür war ein Attentat auf den damaligen Oberbürgermeister Gugelmeier am Abend des 4. März 1919.

Inflationsgeld der Stadt Lörrach, 1923

Die soziale Lage verschärfte sich weiter und ab August 1922 begann der Verfall der Währung. Im Januar 1923 zogen französische und belgische Truppen wegen angeblich rückständiger Reparationszahlungen in das Ruhrgebiet ein (Ruhrbesetzung). Bereits einen Monat später marschierten auch in Baden französische Truppen ein und nahmen unter anderem Appenweier in Besitz. Damit war die wichtige Verbindung der Rheintalstrecke zwischen Karlsruhe und Basel unterbrochen. Die Verkündung des passiven Widerstandes durch die Reichsregierung am 13. Januar beschleunigte die galoppierende Inflation weiter. In der letzten Augustwoche des Jahres 1923 verdiente ein Bauarbeiter in Weil am Rhein-Leopoldshöhe 985.000 Mark in der Stunde. Ein Kilo Roggenbrot kostete 414.000, ein Kilo Schweinefleisch 4.400.000 Mark. Eine kuriose Anzeige im Oberbadischen Volksblatt erschien am 7. September 1923: „Der Mann, der am letzten Dienstag an der Kasse der hiesigen Reichsbank den Scheck lautend auf 10 Dollar mit etwas über 3 Millionen Mark ausbezahlt erhalten haben soll, wurde gebeten, sich zu melden, da er der allgemeinen Ansicht nach an diesem Tag zirka 170 Millionen Mark hätte erhalten sollen.“ Das war allerdings erst der Anfang der Inflation. Am Ende dieser Entwicklung kostete in Lörrach eine Straßenbahnfahrt vom Bahnhof bis zur Grenze 290 Millionen Mark, und Ende Oktober gewährte die Stadt dem Konsumverein einen Kredit über 10 Billionen Mark zur Beschaffung von Kartoffeln. Die Gemeinden druckten eigenes Notgeld und vieles war nur noch gegen Naturalien oder ausländische Währung zu bekommen. Sinkende Löhne und steigende Lebensmittelpreise führten in der Bevölkerung zu Unterernährung und Verelendung. In Baden begannen erste Unruhen in den ersten Septembertagen zunächst in Rheinfelden, in Freiburg am 12. und in Lörrach am 14. Die Zahl der Arbeitssuchenden stieg bis zum Jahresende 1923 von 200 auf 1600.

#### Zeit der Weimarer Republik
Diese Entwicklungen führten verstärkt zu sozialen Unruhen in Lörrach. Die Behörden der Stadt wurden zu erhöhter Aufmerksamkeit aufgerufen, da es in dieser Zeit auch im Lörracher Untergrund brodelte. Der Höhepunkt waren die September-Unruhen 1923 in Lörrach. Am 14. September kam es zur Mobilisierung der Arbeiter auf den Straßen Lörrachs und im Wiesental. Der Einsatz der Sicherheitspolizei verhinderte eine weitere Eskalation der bürgerkriegsähnlichen Zustände. Die Bilanz dieser Tage waren drei Tote, viele Verletzte sowie mehrere Geisel-Misshandlungen.

Aufruf des Arbeitsamts Lörrach

Die wirtschaftliche Schieflage machte auch vor den Behörden und der Verwaltung nicht halt. Die Finanzierung überfälliger Projekte wurde immer schwieriger. Es fehlte an einem neuen Gebäude für die Volksschule in Stetten, der Neubau eines Krankenhauses stand bevor. Die Mittel reichten gerade noch für den Bau des Schwimmbades. Das eigentlich unumgängliche Projekt des Rathausneubaus musste die Stadtverwaltung immer wieder verschieben und sich mit Notlösungen behelfen. Die Zahl der Investitionen mit Hilfe von Fremdkapital und damit die Verschuldung Lörrachs zwischen 1923 und 1927 stieg beträchtlich. So wurde die Amtszeit des Bürgermeisters Dr. Heinrich Graser (1927–1933) als Mängelverwaltung bewertet. Durch die engen finanziellen Spielräume wurden auch Verbesserungen der Verkehrsverhältnisse in die Zukunft vertagt, wie beispielsweise der Bau der zollfreien Straße. Der Haushaltsentwurf 1930/1931 war in hohem Maße vom Rückgang der Steuereinnahmen und vom Anstieg der konsumtiven Ausgaben gekennzeichnet. Die Durchführung größerer Bauvorhaben war unmöglich, da ein Großteil der Steuereinnahmen für die allgemeine Fürsorge verwendet werden musste. Seit November 1929 bewegte sich die Arbeitslosigkeit in Lörrach weiter auf einer Höhe von 450, im September 1930 waren 517 Arbeitslose registriert.
Die politische Polarisierung im Herbst 1930 wurde in politischen Diskussionen und in den Wahlergebnissen deutlich. Die NSDAP begann zunehmend an Bedeutung zu gewinnen. In den badischen Landtagswahlen von 1929 legte Hitlers Partei deutlich zu. In Lörrach erhielt die NSDAP 115, landesweit gewann sie 65.121 Stimmen und damit sechs Sitze im Landtag. Trotzdem blieb Lörrach das Musterbeispiel einer Mittelstadt, in der politische Radikalisierung sowohl von Links als auch von Rechts zu verzeichnen war. Die Einführung der städtischen Getränkesteuer wurde im September 1930 vom Gemeinderat gebilligt, durch einen Bürgerausschuss aber verhindert. Bei der ersten Bürgerausschusssitzung nach den Gemeinderatswahlen am 29. Dezember 1930 gab es tumultartige Szenen, Polizeieinsatz und unter Ausschluss von kommunistischen Stadtverordneten einen knappen Stichentscheid für die Einführung der Getränkesteuer. Der Haushalt wäre ohne diese Steuer nicht mehr ausgeglichen gewesen; eine mögliche Stadtaufsicht hätte ein vorübergehendes Ende der Selbstverwaltung Lörrachs bedeutet.

#### Zeit des Nationalsozialismus
Die Ortsgruppe der NSDAP in Lörrach bestand seit 1922. Sie tat sich allerdings während der 20er Jahre der Weimarer Republik eher schwer, Fuß zu fassen, obwohl es auch in Lörrach mit der deutschnational-völkischen Zeitschrift Der Markgräfler des Mundartdichters Hermann Burte antiparlamentarische Propaganda gab. Mit dem Tod Gustav Stresemanns im Oktober 1929 und den wirtschaftlichen Folgen des New Yorker Börsenkrachs am 25. Oktober 1929 (Schwarzer Freitag) nahm der Einfluss der Nationalsozialisten deutlich zu. Bei der Reichstagswahl 1928 erhielt die NSDAP in Lörrach gerade einmal 57 Stimmen. In den protestantischen Landgemeinden im Lörracher Umland konnte sie jedoch bereits hohe Ergebnisse erzielen. Im Herbst 1930 zählte die Ortsgruppe der NSDAP nur elf Mitglieder. Schlechte Organisation, Verschuldung und unbezahlte Rechnungen führten zu ihrer Auflösung. Reinhard Boos verhalf ihr durch eine Neugründung zum Aufschwung. Boos setzte sich mit großem Engagement für die Partei ein. Die Zahl der Mitglieder, die aus allen Schichten der Lörracher Bevölkerung kamen, stieg bis Ende 1932 auf 376. Die „Machtergreifung“ 1933 der Nationalsozialisten brachte Boos den Posten des Oberbürgermeisters, den er bis 1945 innehatte. Von 1931 bis 1938 übte er zusätzlich die Funktion des Kreisleiters aus. Neben der NSDAP gewann die Sturmabteilung (SA) an Bedeutung und lieferte sich mit Anhängern der KPD im Juni 1931 die erste aktenkundige nächtliche Schlägerei. Mit der Tageszeitung Der Alemanne installierten die Nationalsozialisten Oberbadens ein Propagandaorgan, das in Freiburg erschien. Es begannen Repressalien gegen Mitglieder der KPD. Am 1. Mai 1933 wurde eine Fahne der Eisernen Front verbrannt, was Boos damit begründete, dass das gesamte Lörrach die nationalsozialistische Bewegung anerkenne. Wenig später wurde die KPD ganz verboten und im April 1933 wurden zehn politische Gefangene ins Konzentrationslager abgeführt. Zeitungen aus dem benachbarten ausländischen Basel wurden in Lörrach verboten.
Nach der Weigerung Deutschlands, weitere Reparationen zu leisten, wurde 1935 die Wehrmacht gegründet, die am 7. März 1936 die entmilitarisierte Zone besetzte (Rheinlandbesetzung). Auch Lörrach wurde provisorische Garnisonsstadt. So waren bei der Feier am 1. Mai 1936 auch Soldaten anwesend und die Hitlerjugend hielt öffentliche Luftschutzübungen am Bahnhof ab. Am 18. Oktober 1936 fand eine Großveranstaltung der Nationalsozialisten statt, in welcher der damalige Gauleiter von Mittelfranken, Julius Streicher, vor allem die katholische Kirche und besonders den damaligen Erzbischof Conrad Gröber als Person angriff. Boos propagierte die Stadt Lörrach als Mittelpunkt eines Großraums Lörrach. Boos’ Ziel war, Lörrach zu stärken, damit es in absehbarer Zeit die Großstadt Basel mit damals 160.000 Einwohnern größenmäßig überflügeln konnte. Die Eingemeindungspläne umfassten damals Brombach, Haagen, Tumringen und Tüllingen. Der Landrat, der Boos stark unterstützte, wollte sogar einen Schritt weiter gehen und auch Weil mit damals 8000 Einwohnern eingemeinden. Die Vorschläge stießen jedoch zumeist auf Widerstand. Am Ende dieser Bestrebungen blieb es bei der Eingemeindung von Tumringen und Tüllingen, die zum 1. Oktober 1935 vollzogen wurde.
Nach Beginn des Zweiten Weltkrieges wurde Boos zum Gauredner ernannt und hegte, insbesondere im Siegestaumel wegen der angeblich erfolgreichen Großoffensive Unternehmen Barbarossa, Vorstellungen über eine Grenzbereinigung in der Südwestecke. Dazu resümierte er:

„Was mit der Schweiz an sich geschehen wird, darüber entscheidet der Führer. Wir oben gegenüber der schweizerischen Großstadt Basel – und das ist der Wunsch wohl der ganzen Grenzbevölkerung – hoffen, daß die willkürlich politischen Grenzen, die geradezu als polnisch angesprochen werden müssen, in der Zukunft als völlig untragbar erkannt und dementsprechend beseitigt werden.“

Boos wollte sich mit diesen Ansichten als Vordenker profilieren, nachdem er bereits mit seinen Vorstellungen für den Großraum Lörrach auf innerparteilichen Widerstand gestoßen war.
Obwohl Lörrach sich geografisch fern von den Kriegsfronten befand, waren die Spuren des Krieges, die sich bereits vor dessen Beginn offenbarten, auch im Raum Lörrach zu spüren. Die Grenze nach Basel war verschlossen und vermint. Während des Frankreichfeldzuges staute sich die evakuierte Bevölkerung auf dem Marktplatz. Baufahrzeuge transportierten seit 1937 Material vom Isteiner Klotz für den Westwallbunker und Adolf Hitler besuchte am 19. Mai 1939 den Ort Kirchen und den als Festungsanlage benutzten Bergrücken nahe Lörrach. Vom 16. bis zum 18. Juni 1940 feuerten Eisenbahngeschütze von Lörrach in den Raum Belfort. Der Gegenschlag der Franzosen legte Haltingen und die umliegenden Dörfer in Schutt und Asche. Am 24. April 1945 standen französische Panzer auf dem Pass Lucke. Einer dieser Panzer wurde von Brombach aus abgeschossen. Dies war eine der letzten Kriegshandlungen, die mit der Besetzung Lörrachs durch die Franzosen endeten. Nach einem aussichtslosen Verteidigungskampf zusammen mit dem Volkssturm am 24. April 1945 wurde Reinhard Boos von den Franzosen seines Amtes enthoben und Josef Pfeffer als kommissarischer Bürgermeister eingesetzt. In den Jahren 1943 bis 1945 war es immer wieder zu vereinzelten Bombenabwürfen gekommen. 1945 erfolgte ein Bombenangriff auf Brombach. Trotzdem blieb die Stadt weitgehend von Zerstörungen verschont. Am Ende des Krieges waren insgesamt 1792 Männer aus Lörrach, Stetten, Tüllingen, Tumringen, Haagen, Hauingen und Brombach gefallen.
Am 2. Januar 1940 kam im Gefängnis von Lörrach der Kölner Radsportler Albert Richter ums Leben. Die offizielle Version lautete auf Suizid, doch wurde er mutmaßlich von der Gestapo ermordet. 2010 wurde in Lörrach eine Straße nach ihm benannt.

#### Judenverfolgung zur Zeit des Nationalsozialismus

Gedenktafel an der Stelle der ehemaligen Synagoge

Bürgermeister Reinhard Boos, der als Verächter der Religion galt, hatte nicht nur eine antisemitische Einstellung entsprechend der NS-Rassenlehre, sondern war auch gegenüber dem Judentum als Religion besonders feindlich eingestellt. Viele damals in Lörrach wohnende Juden flohen bereits im Jahr der „Machtergreifung“ Hitlers 1933 in die Schweiz. 1935 verloren die ansässigen Juden durch die Nürnberger Gesetze ihre Bürgerrechte. Der als Reichskristallnacht bekannte 9. November 1938 brachte auch in Lörrach dem jüdischen Geschäftsleben das Ende. Zwischen 30 und 40 Männer, darunter der damalige Leiter des städtischen Werkhofs und seine Bediensteten, verschafften sich Zutritt in die rund 130 Jahre alte Synagoge und zertrümmerten die Einrichtung. Die verwüstete Synagoge musste später abgebrochen werden. Die Stadt versuchte, die Zerstörung und den anschließenden Abriss zu relativieren, indem sie den Zustand des Dachstuhls als ohnehin renovierungsbedürftig darstellte.
1940 wurde die jüdische Gemeinde aufgefordert, das Grundstück des alten Judenfriedhofs an die Stadt abzutreten. Die Repressalien gipfelten am 22. Oktober 1940 in der sogenannten Wagner-Bürckel-Aktion, bei der über 6000 Juden aus Baden, der Pfalz und dem Saarland deportiert wurden, so auch die letzten 50 verbliebenen Juden aus Lörrach. Sie wurden in das französische Internierungslager Gurs gebracht.

#### Nachkriegsjahre bis 1960
Am 2. Mai 1945 setzten die französische Besatzungsmacht Joseph Pfeffer als Bürgermeister der Stadt Lörrach ein. Die provisorische Stadtverwaltung musste unmittelbar nach dem Krieg dafür sorgen, dass die Stadtbevölkerung Hilfeleistungen bekam. Aus beschlagnahmten Soldatenwohnungen wurden die Haushalte vom Requisitionsamt mit Wohnungseinrichtungen versorgt. Vor allem aus der benachbarten Schweiz kamen großzügige Nahrungsmittelspenden, welche die Not der ersten Nachkriegsjahre milderten. An der Hilfsaktion beteiligten sich das Hilfswerk der evangelischen Kirchen der Schweiz, das schweizerische Arbeiterwerk, der schweizerische Caritasverband, die christliche Nothilfe und das schweizerische Rote Kreuz. Das Dürrejahr 1947 verschärfte die Situation, so dass die materielle Hilfe in Lörrach weiterhin dringend benötigt wurde.

Bürgermeister Pfeffer musste anfangs ohne Stadtrat auskommen, weil dieses Organ offiziell nicht existieren durfte. Erst im Jahr 1946 formierten sich wieder politische Kräfte, so dass Pfeffer am 22. September 1946 vom Gemeinderat gewählt wurde. Im Zuge der parlamentarischen Arbeit wurde 1948 eine badische Gemeindeverordnung verabschiedet, aufgrund derer am 14. November 1948 Gemeinderatswahlen und am 5. Dezember Bürgermeisterwahlen stattfanden. Pfeffer trat aus Altersgründen nicht mehr an und so wurde am 5. Dezember 1948 der SPD-Kandidat Arend Braye zum Bürgermeister gewählt.

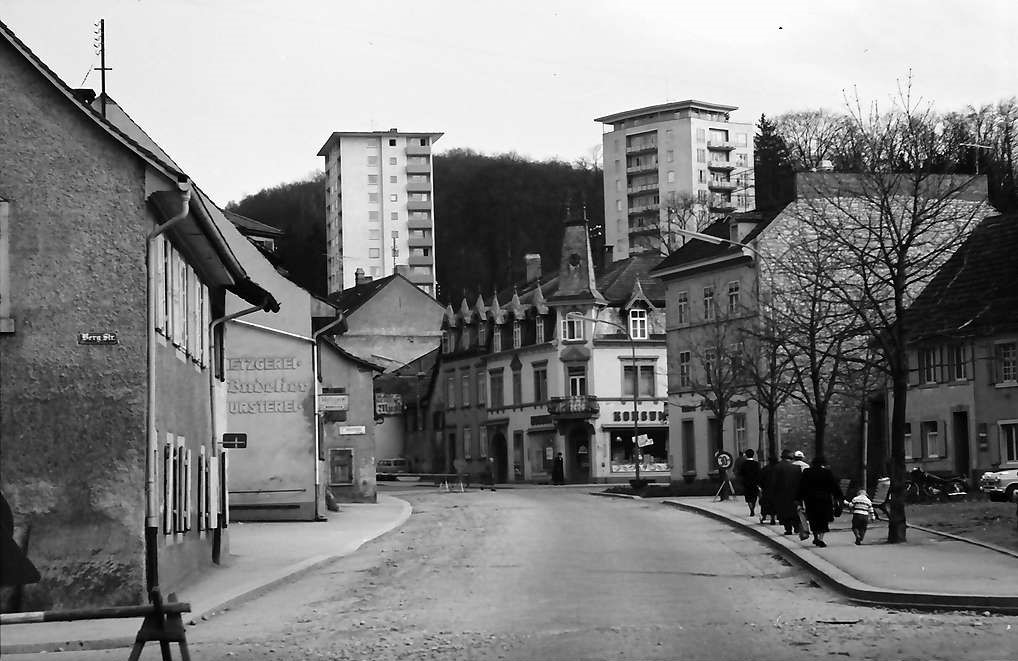
Lörrachs erste Wohnhochhäuser in der Rheinfelderstraße (1954 erbaut), hier eine Aufnahme aus dem Jahr 1960

Die Nachkriegsjahre waren durch die Ankunft der Flüchtlinge und Heimatvertriebenen von einem überproportionalen Wachstum der Stadtbevölkerung gekennzeichnet. Um neuen Wohnraum zu bieten, wurde aus einem Brachgelände nördlich der Innenstadt die Nordstadt als neues Quartier gegründet. Die verhältnismäßig geringen Kriegsschäden im Raum Lörrach lockten zudem viele Arbeitssuchende an. Dies hing mit dem Mangel an Arbeitskräften zusammen, insbesondere an Facharbeitern, der sich Ende der 1950er Jahre bemerkbar machte. Dieser Mangel wurde vor allem durch die gestiegene Zahl von Grenzgängern verschärft, die in der benachbarten Schweiz meist bessere Verdienstmöglichkeiten hatten. Dieser Aspekt hatte eine Sogwirkung im näheren und weiteren Umland. Von rund 20.000 Einwohnern nach dem Krieg wuchs die Zahl auf über 30.000 bis 1960 an. Rund 7500 davon waren Vertriebene und Flüchtlinge aus den deutschen Ostgebieten und aus dem Gebiet der DDR. Auch die Zahl der Ausländer stieg an. Von 1950 bis 1960 verdoppelte sie sich nahezu auf 1055. Aufgrund des stark gestiegenen Bedarfes an Wohnraum wurde 1956 die Wohnbau Lörrach gegründet.
Die politische Landschaft in Lörrach verschob sich bei den Gemeinderatswahlen 1959 zugunsten der CDU, die mit sechs Sitzen gleich stark wie die SPD wurde. Die SPD hatte seit jeher einen guten Stand in der Stadt. Der im Oktober 1868 gegründete Ortsverein Lörrach ist nur fünf Jahre jünger als die Gesamtpartei und kann damit auf eine lange Tradition zurückblicken. Im August 1960 verstarb überraschend der 70-jährige Oberbürgermeister Braye. Am 13. November wurde ein neues Stadtoberhaupt gewählt. Mit 57,70 Prozent konnte der CDU nahe stehende Politiker Egon Hugenschmidt im ersten Wahlgang die meisten Stimmen auf sich vereinen.

#### 1960 bis zum Ende des Jahrhunderts
Durch die stark wachsende Stadt entstanden in den 1960er Jahren die Siedlung Salzert und in Brombach der Bühl. Die Wohnungsnot war auf beide Weltkriege zurückzuführen. In den wirtschaftlich schlechten 1920er Jahren und in der Zeit des Nationalsozialismus hatte es die Stadtregierung versäumt, ausreichend Wohnraum zu schaffen. So wurde im Februar 1960 der Salzert-Bebauungsplan für die Satellitenstadt beschlossen. Östlich von Stetten wurden auf einem Berg rund 23 Hektar Land zur Erschließung freigegeben. Am 16. April 1963 war Baubeginn für das erste Einfamilienhaus. Nach rund drei Jahren wohnten über 2000 Leute auf dem Salzert. Das Projekt war anfangs sehr umstritten und die exponierte Wohnlage auf einem Berg mit ursprünglich nur einer Zufahrtsstraße galt bei den Lörrachern als Utopie. Der günstige Bodenpreis von fünf Mark pro Quadratmeter ermöglichte es vielen Familien, günstig an ein Eigenheim oder eine Mietwohnung zu kommen.

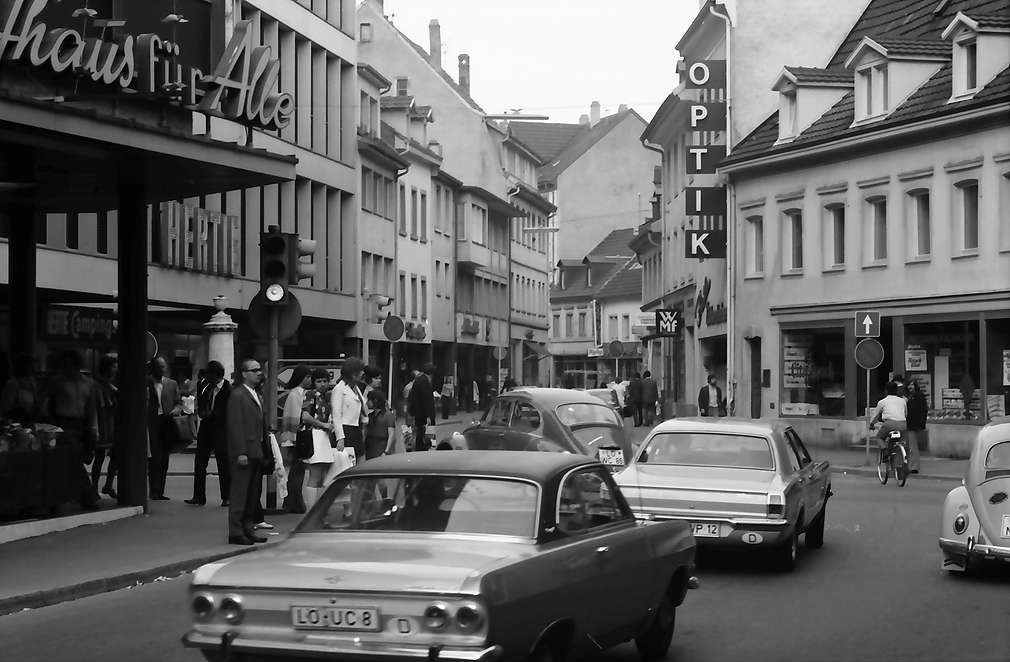
Lörrachs Innenstadt 1972: die Kreuzung in der Turmstraße (heute Fußgängerzone)

Der 1964 vom Ulmer Professor Schächterle erarbeitete Generalverkehrsplan war die Grundlage für die weitere Stadtplanung. Er sah die Stadtumfahrung der B 316 von der Lucke zum Waidhof vor sowie den Neubau der B 317 von Steinen entlang der Wiese mit Fortsetzung als zollfreie Straße von der Grenze in Stetten nach Weil am Rhein. Dieser Plan wurde am 19. Mai 1964 durch eine Bürgerversammlung gutgeheißen. Die Grundlage für die Stadtplanung hatte Lörrach bereits 1955 durch den Flächennutzungsplan mit den Nachbargemeinden Brombach, Haagen und Hauingen geschaffen. Dieser wurde um das Gebiet der Gemeinde Inzlingen erweitert und trat 1973 in Kraft. Bereits in den 60er Jahren begannen umfangreiche Sanierungsmaßnahmen in Lörrach. Stillgelegte Fabrikareale wie das der ehemaligen Spinnerei und Weberei Conrad boten Platz für Neugestaltungen. Neuer Wohnraum wurde nicht nur an der Peripherie, sondern auch im Stadtkern geschaffen, als 1973 das Hochhaus am Marktplatz fertiggestellt wurde. Die Planung einer Fußgängerzone konnte erst verhältnismäßig spät in Angriff genommen werden, weil die zentral verlaufende Turmstraße gleichzeitig Bundesstraße war. Die Bundesstraßenverwaltung stimmte einer Herabstufung zur Gemeindestraße erst zu, als der westliche Einbahnring gebaut war. Zeitgleich wurde mit dem Bau der Autobahn A 98 von der Lucke zum Waidhof begonnen und damit die Ortsumfahrung sichergestellt. Unter Bürgermeister Hugenschmidt wurde 1975 beschlossen, das Fußgängerzonen-Konzept umzusetzen. Das erste Teilstück war 1978 die Umgestaltung der Turmstraße.
In das rasch wachsende Lörrach wurde am 1. Januar 1974 Haagen eingemeindet. Ein Jahr später wurde die heutige Stadt Lörrach durch Vereinigung der Stadt Lörrach mit den beiden Gemeinden Brombach und Hauingen gebildet. Zur Kernstadt gehören nunmehr drei Stadt- und drei Ortsteile. Die Ortsteile haben eine eigene Ortsverwaltung mit einem Ortsvorsteher. Um den gestiegenen Bedürfnissen und Anforderungen des Lörracher Verwaltungsbetriebs besser gerecht zu werden, entschloss man sich, an der Stelle der ehemaligen Villa Favre, die seit 1927 als Rathaus gedient hatte, ein modernes Hochhaus zu errichten. Das 17-stöckige dunkelgrüne Hochhaus ermöglichte es erstmals, alle städtischen Ämter in einem Gebäude zu vereinigen. Oberbürgermeister Hugenschmidt weihte am 13. Juni 1976 das neue Rathaus ein.

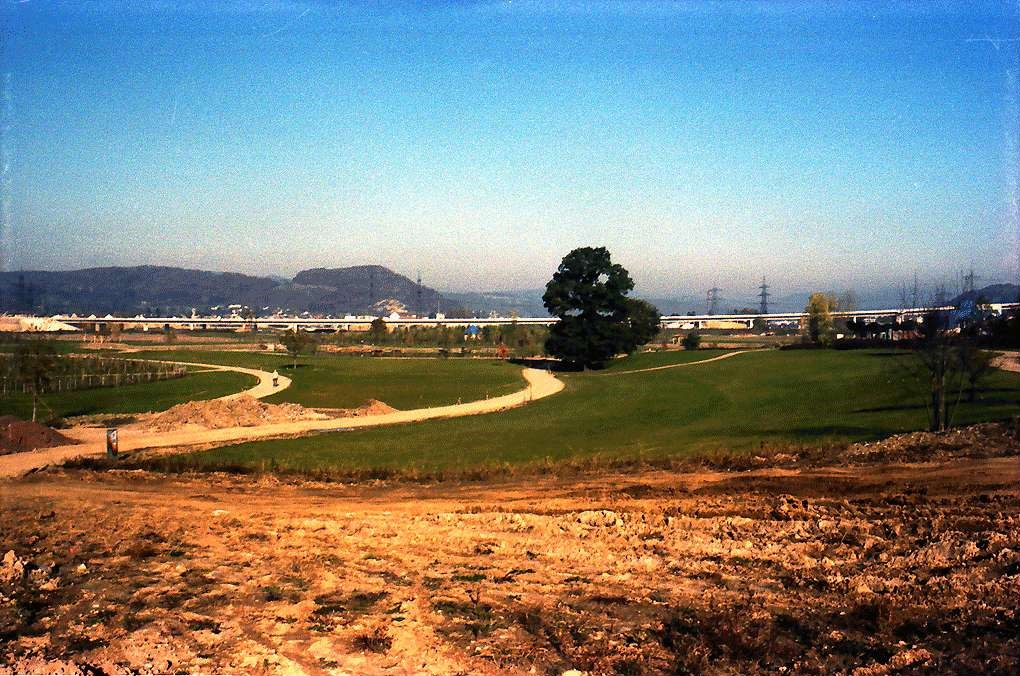
Das im Bau befindliche Landesgartenschaugelände Grütt (1982)

Am 27. März 1979 entschied die Lörracher Stadtregierung über den Plan, die 4. Landesgartenschau 1983 (→ Landesgartenschau 1983) in der Stadt abzuhalten. Man beschloss, das große Gebiet „Grütt“ zwischen der Lörracher Kernstadt, Tumringen, Brombach und Haagen, das früher ausschließlich landwirtschaftlich genutzt wurde und nun Ödland war, in eine Sport- und Freizeitanlage umzugestalten. Auf dem rund 51 Hektar großen Grundstück mussten dringend weitere Tiefbrunnen für die Lörracher Wasserversorgung erschlossen werden. Neben der Gestaltung eines Landschaftsparks waren die Sicherung der Wasserversorgung durch Erwerb der Schutzgebiete, die Einbindung der Straßen (A 98, B 317) sowie die Erweiterung und Ergänzung der Sportanlagen und des Campingplatzes vorrangige Ziele. Am 20. März 1982 fand im Rahmen des Großprojektes mit Hilfe des Schwarzwaldvereins, der Naturfreunde und anderer freiwilliger Helfer eine große Baumpflanzaktion statt. Im Sommer war der Rosengarten fertiggestellt. So konnte am 15. April 1983, im Jahr des 300-jährigen Stadtrechtsjubiläums die Landesgartenschau eröffnet werden. Die bis zum 16. Oktober 1983 dauernde Veranstaltung besuchten rund eine Million Interessierte.
Rainer Offergeld, der im Bundeskabinett unter Kanzler Helmut Schmidt Bundesminister für wirtschaftliche Zusammenarbeit gewesen war, löste 1984 Egon Hugenschmidt als Oberbürgermeister ab. In Offergelds Amtszeit wurde der Ausbau der Fußgängerzone weiter vorangetrieben. 1986 wurde schrittweise ein neues Verkehrskonzept in der Innenstadt verwirklicht. In einer ersten Phase wurde die Basler Straße ab der Kreuzung mit der Herrenstraße für den öffentlichen Verkehr stillgelegt. Mit Zeitverzögerung folgten die Tumringer Straße und die Teichstraße. In einem späteren Abschnitt wurden die Straße und der Bürgersteig abgebaut und die Bereiche plan gepflastert. Die neue Fußgängerzone der Innenstadt wurde 1991 offiziell eingeweiht. Entlang des neuen Zentrums, aber auch etwas außerhalb davon, wurden im Laufe der Jahre an 22 Stationen verschiedene Skulpturen aufgestellt. Auf diesem sogenannten Lörracher Skulpturenweg sind Werke von Stephan Balkenhol, Bruce Nauman und Ulrich Rückriem zu finden. Am 2. April 1995 wurde Gudrun Heute-Bluhm zum neuen Stadtoberhaupt gewählt. Sie förderte den Ausbau der Lörracher Innenstadt. Zu den wichtigsten Bauprojekten in ihrer bis 2014 andauernden Amtszeit zählt der Bau des Burghofs, der 1998 die alte Stadthalle ersetzte und als Kultur- und Veranstaltungsort dient, sowie das Innovations-Center Lörrach innocel.

### Das 21. Jahrhundert

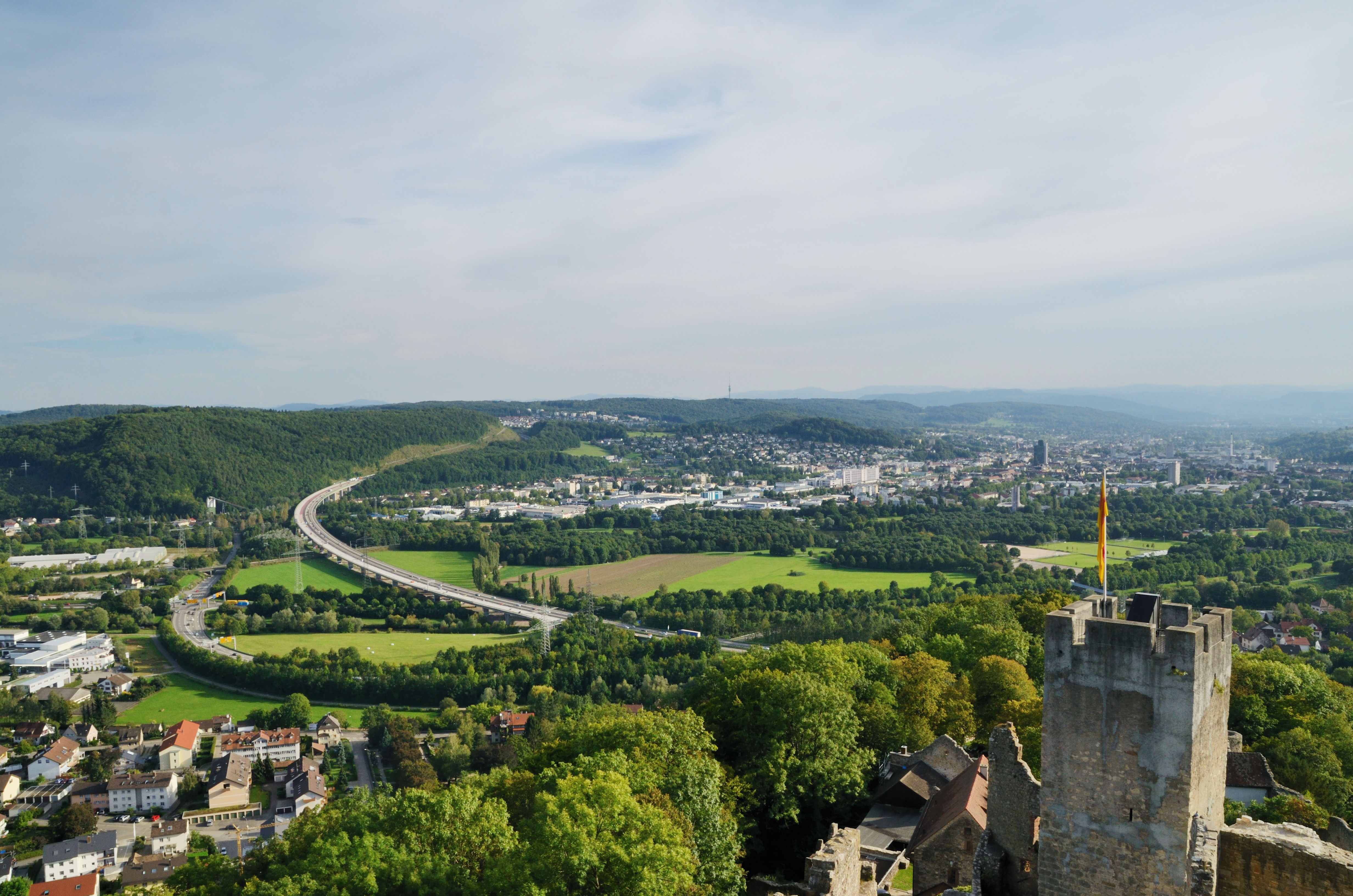
Das moderne Lörrach von Norden aus gesehen (2012)

Im Jahr 2000 wurde ein Gewerbegebiet geschaffen, das auf 12.000 Quadratmetern Unternehmen mit dem Schwerpunkt Informationstechnologie und Life Sciences Gewerbeflächen zum Kauf oder zur Anmietung anbietet. 2002 beging die Stadt mit einem auf das Jahr verteilten Rahmenprogramm das 900-jährige Stadtjubiläum. Im selben Jahr ist Lörrach als erste deutsche Kommune mit dem Schweizer Energielabel „Energiestadt“¨ausgezeichnet worden und erhielt in den Folgejahren dreimal die Goldauszeichnung, den European Energy Award. Grundlage dafür sind die geplanten und durchgeführten Maßnahmen, die Stadt bis 2050 in eine klimaneutrale Kommune zu wandeln. Eine Vorzeigebau ist das Wohnquartier Niederfeldplatz, welches die erste CO2-neutrale Wohnanlage Deutschlands ist.
Seit Juli 2007 ist ein Teil der Berufsakademie Lörrach, die 1981 in Lörrach gegründet wurde, im innocel ansässig. Im September 2007 wurde die Straße der Demokratie eröffnet, eine Ferienstraße, die von Frankfurt am Main und Neustadt an der Weinstraße bis nach Lörrach führt.
Am 9. November 2008 wurde im Beisein des damaligen Ministerpräsidenten Günther Oettinger 70 Jahre nach der Zerstörung durch die Nationalsozialisten die neue Lörracher Synagoge in der Innenstadt eröffnet. Der Entwurf des würfelförmigen Baus stammt vom Lörracher Architektenbüro Wilhelm, Hovenbitzer und Partner.
Am 19. September 2010 ereignete sich am St.-Elisabethen-Krankenhaus ein Amoklauf, bei dem drei Menschen zu Tode kamen und 18 weitere verletzt wurden. Die international beachtete Tat löste eine weitere bundesweite Diskussion über die Verschärfung des deutschen Waffengesetzes aus.
Zu den größten Bauprojekten seit Jahrzehnten gehört der geplante Bau eines Zentralklinikums am Nordrand des Stadtgebietes. Für die Erschließung des Baugebietes soll mit mehreren Maßnahmen die verkehrliche Anbindung optimiert werden. Neben der Trassenverlegung der Landstraße L138 solle ein neuer S-Bahnhalt der S-Bahn entstehen und der Anschluss an die Bundesstraße B317 verändert werden. Der derzeitige (Stand: März 2018) Zeitplan sieht vor, dass der Baubeginn 2020 stattfindet und die Eröffnung der Klinik für 2025 verfolgt wird. Für das Klinikum, dessen Standort für die Gemarkung Entenbad-Nord vorgesehen ist, soll etwa eine Fläche von 7 bis 8 Hektar erschlossen werden und rund 700 Betten. Die Baukosten inklusive der Medizin-Technik werden auf rund 239 Mio. Euro veranschlagt.
Nach dem Abriss der alten Hauptpost in zentraler Lage am Bahnhofsplatz in Lörrach wird seit Mai 2019 das Lö, ein Wohn- und Geschäftshaus auf dem alten Postareal errichtet. Neben den 13.000 Quadratmeter Gewerbeflächen für den Handel soll es 59 Wohnungen beherbergen und eine Tiefgarage für 192 Fahrzeuge enthalten. Die Fertigstellung des Gebäudekomplexes ist für das Jahr 2020 vorgesehen.
Seit 2019 entsteht ein markantes, siebengeschossiges Gebäude im Eckbereich des Areals „Weberei Conradi“. Das Bauwerk mit Tiefgarage für das angrenzende Wohnquartiert soll der neue zweite Standort des Landratsamts Lörrach werden.
Am 23. und 24. September 2020 wurden an der Teichstraße 9, Luisenstraße 35 und der Wallbrunnstraße 10 die ersten acht Stolpersteine zum Gedenken an die in Lörrach deportierten Menschen während der Zeit des Nationalsozialismus (→ Judenverfolgung in Lörrach) verlegt.
Zu den größten Bauprojekten seit Jahrzehnten gehört der geplante Bau eines Zentralklinikums am Nordrand des Stadtgebietes. Der Spatenstich erfolgte im Januar 2020. Für die Erschließung des Baugebietes soll mit mehreren Maßnahmen die verkehrliche Anbindung optimiert werden. Neben der Trassenverlegung der Landesstraße L138 solle ein neuer S-Bahnhalt der S-Bahn Basel entstehen und der Anschluss an die Bundesstraße B317 verändert werden.
Im ersten Quartal des Jahres 2023 stieg die Bevölkerung Lörrachs erstmals auf über 50.000 und betrug exakt 50.208 Einwohner. Mit dem Überschreiten dieser Einwohnergrenze steigt die Zahl der Gemeinderäte von 32 auf 40 Personen an. Die Änderung greift allerdings erst dann wenn die Erhöhung der Einwohnerzahl von beständiger Dauer ist und wird bei der kommenden Kommunalwahl 2024 noch nicht angewendet. Aufgrund der gesetzlichen Bestimmungen wird die Prostitution im Stadtgebiet ab 50.000 Einwohner erlaubt sein, sodass zur räumlichen Abgrenzung ein Sperrgebiet ausgewiesen wird.
Im Zuge der Proteste gegen Rechtsextremismus kam es am 27. Januar 2024 zu einer großen Demonstration, an der rund 4000 Menschen teilnahmen. Eine Woche später, am 3. Februar 2024, demonstrierten über 1000 Menschen im Ortsteil Brombach gegen Rechtsextremismus. Einer der Redner war Marcus Bensmann von Recherchenetzwerk Correctiv, die mit ihrer Aufdeckung des Treffens von Rechtsextremisten in Potsdam 2023 die bundesweite Proteste auslösten.